# فهرست سیارک‌ها (۶۲۰۰۱–۶۳۰۰۱)
فهرست سیارک‌ها (۶۲۰۰۱ - ۶۳۰۰۱) فهرست سیارک‌ها از ۶۲۰۰۱ تا ۶۳۰۰۱ است.
| نام   | نام انگلیسی | تاریخ کشف       |
| ----- | ----------- | --------------- |
| ۶۲۰۰۱ | 2000 RK36   | ۳ سپتامبر ۲۰۰۰  |
| ۶۲۰۰۲ | 2000 RT37   | ۴ سپتامبر ۲۰۰۰  |
| ۶۲۰۰۳ | 2000 RB38   | ۵ سپتامبر ۲۰۰۰  |
| ۶۲۰۰۴ | 2000 RG38   | ۵ سپتامبر ۲۰۰۰  |
| ۶۲۰۰۵ | 2000 RP38   | ۱ سپتامبر ۲۰۰۰  |
| ۶۲۰۰۶ | 2000 RQ38   | ۲ سپتامبر ۲۰۰۰  |
| ۶۲۰۰۷ | 2000 RP39   | ۱ سپتامبر ۲۰۰۰  |
| ۶۲۰۰۸ | 2000 RR39   | ۱ سپتامبر ۲۰۰۰  |
| ۶۲۰۰۹ | 2000 RX39   | ۲ سپتامبر ۲۰۰۰  |
| ۶۲۰۱۰ | 2000 RX40   | ۳ سپتامبر ۲۰۰۰  |
| ۶۲۰۱۱ | 2000 RG41   | ۳ سپتامبر ۲۰۰۰  |
| ۶۲۰۱۲ | 2000 RJ41   | ۳ سپتامبر ۲۰۰۰  |
| ۶۲۰۱۳ | 2000 RM41   | ۳ سپتامبر ۲۰۰۰  |
| ۶۲۰۱۴ | 2000 RJ42   | ۳ سپتامبر ۲۰۰۰  |
| ۶۲۰۱۵ | 2000 RN42   | ۳ سپتامبر ۲۰۰۰  |
| ۶۲۰۱۶ | 2000 RP42   | ۳ سپتامبر ۲۰۰۰  |
| ۶۲۰۱۷ | 2000 RR42   | ۳ سپتامبر ۲۰۰۰  |
| ۶۲۰۱۸ | 2000 RV42   | ۳ سپتامبر ۲۰۰۰  |
| ۶۲۰۱۹ | 2000 RQ44   | ۳ سپتامبر ۲۰۰۰  |
| ۶۲۰۲۰ | 2000 RT45   | ۳ سپتامبر ۲۰۰۰  |
| ۶۲۰۲۱ | 2000 RL46   | ۳ سپتامبر ۲۰۰۰  |
| ۶۲۰۲۲ | 2000 RA48   | ۳ سپتامبر ۲۰۰۰  |
| ۶۲۰۲۳ | 2000 RQ48   | ۳ سپتامبر ۲۰۰۰  |
| ۶۲۰۲۴ | 2000 RF50   | ۵ سپتامبر ۲۰۰۰  |
| ۶۲۰۲۵ | 2000 RQ50   | ۵ سپتامبر ۲۰۰۰  |
| ۶۲۰۲۶ | 2000 RZ50   | ۵ سپتامبر ۲۰۰۰  |
| ۶۲۰۲۷ | 2000 RW52   | ۴ سپتامبر ۲۰۰۰  |
| ۶۲۰۲۸ | 2000 RE53   | ۱ سپتامبر ۲۰۰۰  |
| ۶۲۰۲۹ | 2000 RD55   | ۳ سپتامبر ۲۰۰۰  |
| ۶۲۰۳۰ | 2000 RK56   | ۶ سپتامبر ۲۰۰۰  |
| ۶۲۰۳۱ | 2000 RS56   | ۵ سپتامبر ۲۰۰۰  |
| ۶۲۰۳۲ | 2000 RG58   | ۷ سپتامبر ۲۰۰۰  |
| ۶۲۰۳۳ | 2000 RC59   | ۷ سپتامبر ۲۰۰۰  |
| ۶۲۰۳۴ | 2000 RE60   | ۸ سپتامبر ۲۰۰۰  |
| ۶۲۰۳۵ | 2000 RC62   | ۱ سپتامبر ۲۰۰۰  |
| ۶۲۰۳۶ | 2000 RJ62   | ۱ سپتامبر ۲۰۰۰  |
| ۶۲۰۳۷ | 2000 RQ62   | ۱ سپتامبر ۲۰۰۰  |
| ۶۲۰۳۸ | 2000 RX63   | ۳ سپتامبر ۲۰۰۰  |
| ۶۲۰۳۹ | 2000 RZ63   | ۳ سپتامبر ۲۰۰۰  |
| ۶۲۰۴۰ | 2000 RA64   | ۳ سپتامبر ۲۰۰۰  |
| ۶۲۰۴۱ | 2000 RD65   | ۱ سپتامبر ۲۰۰۰  |
| ۶۲۰۴۲ | 2000 RF65   | ۱ سپتامبر ۲۰۰۰  |
| ۶۲۰۴۳ | 2000 RH65   | ۱ سپتامبر ۲۰۰۰  |
| ۶۲۰۴۴ | 2000 RU65   | ۱ سپتامبر ۲۰۰۰  |
| ۶۲۰۴۵ | 2000 RV65   | ۱ سپتامبر ۲۰۰۰  |
| ۶۲۰۴۶ | 2000 RA66   | ۱ سپتامبر ۲۰۰۰  |
| ۶۲۰۴۷ | 2000 RE66   | ۱ سپتامبر ۲۰۰۰  |
| ۶۲۰۴۸ | 2000 RC67   | ۱ سپتامبر ۲۰۰۰  |
| ۶۲۰۴۹ | 2000 RH67   | ۱ سپتامبر ۲۰۰۰  |
| ۶۲۰۵۰ | 2000 RM67   | ۱ سپتامبر ۲۰۰۰  |
| ۶۲۰۵۱ | 2000 RV68   | ۲ سپتامبر ۲۰۰۰  |
| ۶۲۰۵۲ | 2000 RA69   | ۲ سپتامبر ۲۰۰۰  |
| ۶۲۰۵۳ | 2000 RB69   | ۲ سپتامبر ۲۰۰۰  |
| ۶۲۰۵۴ | 2000 RD69   | ۲ سپتامبر ۲۰۰۰  |
| ۶۲۰۵۵ | 2000 RF69   | ۲ سپتامبر ۲۰۰۰  |
| ۶۲۰۵۶ | 2000 RS69   | ۲ سپتامبر ۲۰۰۰  |
| ۶۲۰۵۷ | 2000 RY69   | ۲ سپتامبر ۲۰۰۰  |
| ۶۲۰۵۸ | 2000 RN70   | ۲ سپتامبر ۲۰۰۰  |
| ۶۲۰۵۹ | 2000 RO70   | ۲ سپتامبر ۲۰۰۰  |
| ۶۲۰۶۰ | 2000 RB71   | ۲ سپتامبر ۲۰۰۰  |
| ۶۲۰۶۱ | 2000 RU71   | ۲ سپتامبر ۲۰۰۰  |
| ۶۲۰۶۲ | 2000 RV71   | ۲ سپتامبر ۲۰۰۰  |
| ۶۲۰۶۳ | 2000 RA72   | ۲ سپتامبر ۲۰۰۰  |
| ۶۲۰۶۴ | 2000 RA73   | ۲ سپتامبر ۲۰۰۰  |
| ۶۲۰۶۵ | 2000 RH73   | ۲ سپتامبر ۲۰۰۰  |
| ۶۲۰۶۶ | 2000 RM73   | ۲ سپتامبر ۲۰۰۰  |
| ۶۲۰۶۷ | 2000 RG74   | ۲ سپتامبر ۲۰۰۰  |
| ۶۲۰۶۸ | 2000 RF75   | ۳ سپتامبر ۲۰۰۰  |
| ۶۲۰۶۹ | 2000 RK76   | ۴ سپتامبر ۲۰۰۰  |
| ۶۲۰۷۰ | 2000 RC77   | ۷ سپتامبر ۲۰۰۰  |
| ۶۲۰۷۱ | Voegtli     | ۸ سپتامبر ۲۰۰۰  |
| ۶۲۰۷۲ | 2000 RD78   | ۹ سپتامبر ۲۰۰۰  |
| ۶۲۰۷۳ | 2000 RX78   | ۱۰ سپتامبر ۲۰۰۰ |
| ۶۲۰۷۴ | 2000 RL79   | ۸ سپتامبر ۲۰۰۰  |
| ۶۲۰۷۵ | 2000 RO79   | ۱ سپتامبر ۲۰۰۰  |
| ۶۲۰۷۶ | 2000 RH80   | ۱ سپتامبر ۲۰۰۰  |
| ۶۲۰۷۷ | 2000 RE81   | ۱ سپتامبر ۲۰۰۰  |
| ۶۲۰۷۸ | 2000 RS81   | ۱ سپتامبر ۲۰۰۰  |
| ۶۲۰۷۹ | 2000 RX81   | ۱ سپتامبر ۲۰۰۰  |
| ۶۲۰۸۰ | 2000 RG82   | ۱ سپتامبر ۲۰۰۰  |
| ۶۲۰۸۱ | 2000 RS82   | ۱ سپتامبر ۲۰۰۰  |
| ۶۲۰۸۲ | 2000 RZ82   | ۱ سپتامبر ۲۰۰۰  |
| ۶۲۰۸۳ | 2000 RF84   | ۲ سپتامبر ۲۰۰۰  |
| ۶۲۰۸۴ | 2000 RA86   | ۲ سپتامبر ۲۰۰۰  |
| ۶۲۰۸۵ | 2000 RO87   | ۲ سپتامبر ۲۰۰۰  |
| ۶۲۰۸۶ | 2000 RY87   | ۲ سپتامبر ۲۰۰۰  |
| ۶۲۰۸۷ | 2000 RC88   | ۲ سپتامبر ۲۰۰۰  |
| ۶۲۰۸۸ | 2000 RY88   | ۳ سپتامبر ۲۰۰۰  |
| ۶۲۰۸۹ | 2000 RM89   | ۳ سپتامبر ۲۰۰۰  |
| ۶۲۰۹۰ | 2000 RR91   | ۳ سپتامبر ۲۰۰۰  |
| ۶۲۰۹۱ | 2000 RW91   | ۳ سپتامبر ۲۰۰۰  |
| ۶۲۰۹۲ | 2000 RM92   | ۳ سپتامبر ۲۰۰۰  |
| ۶۲۰۹۳ | 2000 RQ92   | ۳ سپتامبر ۲۰۰۰  |
| ۶۲۰۹۴ | 2000 RU92   | ۳ سپتامبر ۲۰۰۰  |
| ۶۲۰۹۵ | 2000 RW92   | ۳ سپتامبر ۲۰۰۰  |
| ۶۲۰۹۶ | 2000 RF94   | ۴ سپتامبر ۲۰۰۰  |
| ۶۲۰۹۷ | 2000 RJ94   | ۴ سپتامبر ۲۰۰۰  |
| ۶۲۰۹۸ | 2000 RO94   | ۴ سپتامبر ۲۰۰۰  |
| ۶۲۰۹۹ | 2000 RP94   | ۴ سپتامبر ۲۰۰۰  |
| ۶۲۱۰۰ | 2000 RA95   | ۴ سپتامبر ۲۰۰۰  |
| ۶۲۱۰۱ | 2000 RC95   | ۴ سپتامبر ۲۰۰۰  |
| ۶۲۱۰۲ | 2000 RE95   | ۴ سپتامبر ۲۰۰۰  |
| ۶۲۱۰۳ | 2000 RS95   | ۴ سپتامبر ۲۰۰۰  |
| ۶۲۱۰۴ | 2000 RZ95   | ۴ سپتامبر ۲۰۰۰  |
| ۶۲۱۰۵ | 2000 RN96   | ۴ سپتامبر ۲۰۰۰  |
| ۶۲۱۰۶ | 2000 RC97   | ۵ سپتامبر ۲۰۰۰  |
| ۶۲۱۰۷ | 2000 RF97   | ۵ سپتامبر ۲۰۰۰  |
| ۶۲۱۰۸ | 2000 RS97   | ۵ سپتامبر ۲۰۰۰  |
| ۶۲۱۰۹ | 2000 RT97   | ۵ سپتامبر ۲۰۰۰  |
| ۶۲۱۱۰ | 2000 RX97   | ۵ سپتامبر ۲۰۰۰  |
| ۶۲۱۱۱ | 2000 RG99   | ۵ سپتامبر ۲۰۰۰  |
| ۶۲۱۱۲ | 2000 RM99   | ۵ سپتامبر ۲۰۰۰  |
| ۶۲۱۱۳ | 2000 RP99   | ۵ سپتامبر ۲۰۰۰  |
| ۶۲۱۱۴ | 2000 RV99   | ۵ سپتامبر ۲۰۰۰  |
| ۶۲۱۱۵ | 2000 RW99   | ۵ سپتامبر ۲۰۰۰  |
| ۶۲۱۱۶ | 2000 RC101  | ۵ سپتامبر ۲۰۰۰  |
| ۶۲۱۱۷ | 2000 RC102  | ۵ سپتامبر ۲۰۰۰  |
| ۶۲۱۱۸ | 2000 RG102  | ۵ سپتامبر ۲۰۰۰  |
| ۶۲۱۱۹ | 2000 RH102  | ۵ سپتامبر ۲۰۰۰  |
| ۶۲۱۲۰ | 2000 RL102  | ۵ سپتامبر ۲۰۰۰  |
| ۶۲۱۲۱ | 2000 RO102  | ۵ سپتامبر ۲۰۰۰  |
| ۶۲۱۲۲ | 2000 RS102  | ۵ سپتامبر ۲۰۰۰  |
| ۶۲۱۲۳ | 2000 RC103  | ۵ سپتامبر ۲۰۰۰  |
| ۶۲۱۲۴ | 2000 RP103  | ۵ سپتامبر ۲۰۰۰  |
| ۶۲۱۲۵ | 2000 RU104  | ۶ سپتامبر ۲۰۰۰  |
| ۶۲۱۲۶ | 2000 RW104  | ۶ سپتامبر ۲۰۰۰  |
| ۶۲۱۲۷ | 2000 RY105  | ۵ سپتامبر ۲۰۰۰  |
| ۶۲۱۲۸ | 2000 SO1    | ۱۸ سپتامبر ۲۰۰۰ |
| ۶۲۱۲۹ | 2000 SR1    | ۱۹ سپتامبر ۲۰۰۰ |
| ۶۲۱۳۰ | 2000 SS1    | ۲۰ سپتامبر ۲۰۰۰ |
| ۶۲۱۳۱ | 2000 SH4    | ۲۱ سپتامبر ۲۰۰۰ |
| ۶۲۱۳۲ | 2000 SJ4    | ۲۱ سپتامبر ۲۰۰۰ |
| ۶۲۱۳۳ | 2000 SD5    | ۲۰ سپتامبر ۲۰۰۰ |
| ۶۲۱۳۴ | 2000 SJ5    | ۲۱ سپتامبر ۲۰۰۰ |
| ۶۲۱۳۵ | 2000 SA6    | ۲۰ سپتامبر ۲۰۰۰ |
| ۶۲۱۳۶ | 2000 SR6    | ۲۱ سپتامبر ۲۰۰۰ |
| ۶۲۱۳۷ | 2000 SM7    | ۲۲ سپتامبر ۲۰۰۰ |
| ۶۲۱۳۸ | 2000 SO8    | ۲۲ سپتامبر ۲۰۰۰ |
| ۶۲۱۳۹ | 2000 SB12   | ۲۰ سپتامبر ۲۰۰۰ |
| ۶۲۱۴۰ | 2000 SG12   | ۲۰ سپتامبر ۲۰۰۰ |
| ۶۲۱۴۱ | 2000 SK12   | ۲۰ سپتامبر ۲۰۰۰ |
| ۶۲۱۴۲ | 2000 SQ13   | ۲۱ سپتامبر ۲۰۰۰ |
| ۶۲۱۴۳ | 2000 SJ14   | ۲۳ سپتامبر ۲۰۰۰ |
| ۶۲۱۴۴ | 2000 SU15   | ۲۳ سپتامبر ۲۰۰۰ |
| ۶۲۱۴۵ | 2000 SH16   | ۲۳ سپتامبر ۲۰۰۰ |
| ۶۲۱۴۶ | 2000 SV16   | ۲۳ سپتامبر ۲۰۰۰ |
| ۶۲۱۴۷ | 2000 SB18   | ۲۳ سپتامبر ۲۰۰۰ |
| ۶۲۱۴۸ | 2000 SQ18   | ۲۳ سپتامبر ۲۰۰۰ |
| ۶۲۱۴۹ | 2000 ST19   | ۲۳ سپتامبر ۲۰۰۰ |
| ۶۲۱۵۰ | 2000 SE20   | ۲۳ سپتامبر ۲۰۰۰ |
| ۶۲۱۵۱ | 2000 SZ20   | ۲۴ سپتامبر ۲۰۰۰ |
| ۶۲۱۵۲ | 2000 SC21   | ۲۴ سپتامبر ۲۰۰۰ |
| ۶۲۱۵۳ | 2000 SD21   | ۲۴ سپتامبر ۲۰۰۰ |
| ۶۲۱۵۴ | 2000 SH22   | ۲۰ سپتامبر ۲۰۰۰ |
| ۶۲۱۵۵ | 2000 SD23   | ۲۵ سپتامبر ۲۰۰۰ |
| ۶۲۱۵۶ | 2000 SL23   | ۲۶ سپتامبر ۲۰۰۰ |
| ۶۲۱۵۷ | 2000 SH24   | ۲۴ سپتامبر ۲۰۰۰ |
| ۶۲۱۵۸ | 2000 SK25   | ۲۳ سپتامبر ۲۰۰۰ |
| ۶۲۱۵۹ | 2000 SO25   | ۲۳ سپتامبر ۲۰۰۰ |
| ۶۲۱۶۰ | 2000 ST25   | ۲۳ سپتامبر ۲۰۰۰ |
| ۶۲۱۶۱ | 2000 SU25   | ۲۳ سپتامبر ۲۰۰۰ |
| ۶۲۱۶۲ | 2000 SJ26   | ۲۳ سپتامبر ۲۰۰۰ |
| ۶۲۱۶۳ | 2000 SE27   | ۲۳ سپتامبر ۲۰۰۰ |
| ۶۲۱۶۴ | 2000 SB28   | ۲۳ سپتامبر ۲۰۰۰ |
| ۶۲۱۶۵ | 2000 SM29   | ۲۴ سپتامبر ۲۰۰۰ |
| ۶۲۱۶۶ | 2000 SM30   | ۲۴ سپتامبر ۲۰۰۰ |
| ۶۲۱۶۷ | 2000 SG31   | ۲۴ سپتامبر ۲۰۰۰ |
| ۶۲۱۶۸ | 2000 SK32   | ۲۴ سپتامبر ۲۰۰۰ |
| ۶۲۱۶۹ | 2000 SZ32   | ۲۴ سپتامبر ۲۰۰۰ |
| ۶۲۱۷۰ | 2000 SD33   | ۲۴ سپتامبر ۲۰۰۰ |
| ۶۲۱۷۱ | 2000 SH33   | ۲۴ سپتامبر ۲۰۰۰ |
| ۶۲۱۷۲ | 2000 SV34   | ۲۴ سپتامبر ۲۰۰۰ |
| ۶۲۱۷۳ | 2000 SW34   | ۲۴ سپتامبر ۲۰۰۰ |
| ۶۲۱۷۴ | 2000 SX35   | ۲۴ سپتامبر ۲۰۰۰ |
| ۶۲۱۷۵ | 2000 SZ35   | ۲۴ سپتامبر ۲۰۰۰ |
| ۶۲۱۷۶ | 2000 SJ36   | ۲۴ سپتامبر ۲۰۰۰ |
| ۶۲۱۷۷ | 2000 SG37   | ۲۴ سپتامبر ۲۰۰۰ |
| ۶۲۱۷۸ | 2000 SN37   | ۲۴ سپتامبر ۲۰۰۰ |
| ۶۲۱۷۹ | 2000 SR37   | ۲۴ سپتامبر ۲۰۰۰ |
| ۶۲۱۸۰ | 2000 SA38   | ۲۴ سپتامبر ۲۰۰۰ |
| ۶۲۱۸۱ | 2000 SC38   | ۲۴ سپتامبر ۲۰۰۰ |
| ۶۲۱۸۲ | 2000 SD38   | ۲۴ سپتامبر ۲۰۰۰ |
| ۶۲۱۸۳ | 2000 SM38   | ۲۴ سپتامبر ۲۰۰۰ |
| ۶۲۱۸۴ | 2000 SQ38   | ۲۴ سپتامبر ۲۰۰۰ |
| ۶۲۱۸۵ | 2000 SK39   | ۲۴ سپتامبر ۲۰۰۰ |
| ۶۲۱۸۶ | 2000 SS39   | ۲۴ سپتامبر ۲۰۰۰ |
| ۶۲۱۸۷ | 2000 SB40   | ۲۴ سپتامبر ۲۰۰۰ |
| ۶۲۱۸۸ | 2000 SK41   | ۲۴ سپتامبر ۲۰۰۰ |
| ۶۲۱۸۹ | 2000 SQ41   | ۲۴ سپتامبر ۲۰۰۰ |
| ۶۲۱۹۰ | Augusthorch | ۲۶ سپتامبر ۲۰۰۰ |
| ۶۲۱۹۱ | 2000 SX45   | ۲۲ سپتامبر ۲۰۰۰ |
| ۶۲۱۹۲ | 2000 SL46   | ۲۳ سپتامبر ۲۰۰۰ |
| ۶۲۱۹۳ | 2000 SS47   | ۲۳ سپتامبر ۲۰۰۰ |
| ۶۲۱۹۴ | 2000 SV47   | ۲۳ سپتامبر ۲۰۰۰ |
| ۶۲۱۹۵ | 2000 SM48   | ۲۳ سپتامبر ۲۰۰۰ |
| ۶۲۱۹۶ | 2000 SD49   | ۲۳ سپتامبر ۲۰۰۰ |
| ۶۲۱۹۷ | 2000 SQ51   | ۲۳ سپتامبر ۲۰۰۰ |
| ۶۲۱۹۸ | 2000 SS52   | ۲۴ سپتامبر ۲۰۰۰ |
| ۶۲۱۹۹ | 2000 SC53   | ۲۴ سپتامبر ۲۰۰۰ |
| ۶۲۲۰۰ | 2000 SX53   | ۲۴ سپتامبر ۲۰۰۰ |
| ۶۲۲۰۱ | 2000 SW54   | ۲۴ سپتامبر ۲۰۰۰ |
| ۶۲۲۰۲ | 2000 SY54   | ۲۴ سپتامبر ۲۰۰۰ |
| ۶۲۲۰۳ | 2000 SA55   | ۲۴ سپتامبر ۲۰۰۰ |
| ۶۲۲۰۴ | 2000 SP55   | ۲۴ سپتامبر ۲۰۰۰ |
| ۶۲۲۰۵ | 2000 SQ56   | ۲۴ سپتامبر ۲۰۰۰ |
| ۶۲۲۰۶ | 2000 SQ58   | ۲۴ سپتامبر ۲۰۰۰ |
| ۶۲۲۰۷ | 2000 SX58   | ۲۴ سپتامبر ۲۰۰۰ |
| ۶۲۲۰۸ | 2000 SL60   | ۲۴ سپتامبر ۲۰۰۰ |
| ۶۲۲۰۹ | 2000 SF61   | ۲۴ سپتامبر ۲۰۰۰ |
| ۶۲۲۱۰ | 2000 SN61   | ۲۴ سپتامبر ۲۰۰۰ |
| ۶۲۲۱۱ | 2000 SO61   | ۲۴ سپتامبر ۲۰۰۰ |
| ۶۲۲۱۲ | 2000 SA62   | ۲۴ سپتامبر ۲۰۰۰ |
| ۶۲۲۱۳ | 2000 SL63   | ۲۴ سپتامبر ۲۰۰۰ |
| ۶۲۲۱۴ | 2000 SU63   | ۲۴ سپتامبر ۲۰۰۰ |
| ۶۲۲۱۵ | 2000 SY63   | ۲۴ سپتامبر ۲۰۰۰ |
| ۶۲۲۱۶ | 2000 SE64   | ۲۴ سپتامبر ۲۰۰۰ |
| ۶۲۲۱۷ | 2000 SJ64   | ۲۴ سپتامبر ۲۰۰۰ |
| ۶۲۲۱۸ | 2000 SA65   | ۲۴ سپتامبر ۲۰۰۰ |
| ۶۲۲۱۹ | 2000 SY65   | ۲۴ سپتامبر ۲۰۰۰ |
| ۶۲۲۲۰ | 2000 ST66   | ۲۴ سپتامبر ۲۰۰۰ |
| ۶۲۲۲۱ | 2000 SA67   | ۲۴ سپتامبر ۲۰۰۰ |
| ۶۲۲۲۲ | 2000 SB67   | ۲۴ سپتامبر ۲۰۰۰ |
| ۶۲۲۲۳ | 2000 SG67   | ۲۴ سپتامبر ۲۰۰۰ |
| ۶۲۲۲۴ | 2000 SJ67   | ۲۴ سپتامبر ۲۰۰۰ |
| ۶۲۲۲۵ | 2000 SZ67   | ۲۴ سپتامبر ۲۰۰۰ |
| ۶۲۲۲۶ | 2000 SD68   | ۲۴ سپتامبر ۲۰۰۰ |
| ۶۲۲۲۷ | 2000 SQ68   | ۲۴ سپتامبر ۲۰۰۰ |
| ۶۲۲۲۸ | 2000 SK69   | ۲۴ سپتامبر ۲۰۰۰ |
| ۶۲۲۲۹ | 2000 SV70   | ۲۴ سپتامبر ۲۰۰۰ |
| ۶۲۲۳۰ | 2000 SN71   | ۲۴ سپتامبر ۲۰۰۰ |
| ۶۲۲۳۱ | 2000 SQ71   | ۲۴ سپتامبر ۲۰۰۰ |
| ۶۲۲۳۲ | 2000 SM72   | ۲۴ سپتامبر ۲۰۰۰ |
| ۶۲۲۳۳ | 2000 SP72   | ۲۴ سپتامبر ۲۰۰۰ |
| ۶۲۲۳۴ | 2000 SA73   | ۲۴ سپتامبر ۲۰۰۰ |
| ۶۲۲۳۵ | 2000 SJ73   | ۲۴ سپتامبر ۲۰۰۰ |
| ۶۲۲۳۶ | 2000 SK73   | ۲۴ سپتامبر ۲۰۰۰ |
| ۶۲۲۳۷ | 2000 SU73   | ۲۴ سپتامبر ۲۰۰۰ |
| ۶۲۲۳۸ | 2000 SF74   | ۲۴ سپتامبر ۲۰۰۰ |
| ۶۲۲۳۹ | 2000 SQ74   | ۲۴ سپتامبر ۲۰۰۰ |
| ۶۲۲۴۰ | 2000 SM75   | ۲۴ سپتامبر ۲۰۰۰ |
| ۶۲۲۴۱ | 2000 SW75   | ۲۴ سپتامبر ۲۰۰۰ |
| ۶۲۲۴۲ | 2000 SH76   | ۲۴ سپتامبر ۲۰۰۰ |
| ۶۲۲۴۳ | 2000 SO76   | ۲۴ سپتامبر ۲۰۰۰ |
| ۶۲۲۴۴ | 2000 SM77   | ۲۴ سپتامبر ۲۰۰۰ |
| ۶۲۲۴۵ | 2000 SQ77   | ۲۴ سپتامبر ۲۰۰۰ |
| ۶۲۲۴۶ | 2000 SK78   | ۲۴ سپتامبر ۲۰۰۰ |
| ۶۲۲۴۷ | 2000 SZ78   | ۲۴ سپتامبر ۲۰۰۰ |
| ۶۲۲۴۸ | 2000 SQ79   | ۲۴ سپتامبر ۲۰۰۰ |
| ۶۲۲۴۹ | 2000 SU79   | ۲۴ سپتامبر ۲۰۰۰ |
| ۶۲۲۵۰ | 2000 SY80   | ۲۴ سپتامبر ۲۰۰۰ |
| ۶۲۲۵۱ | 2000 SG81   | ۲۴ سپتامبر ۲۰۰۰ |
| ۶۲۲۵۲ | 2000 SW82   | ۲۴ سپتامبر ۲۰۰۰ |
| ۶۲۲۵۳ | 2000 SM83   | ۲۴ سپتامبر ۲۰۰۰ |
| ۶۲۲۵۴ | 2000 SR83   | ۲۴ سپتامبر ۲۰۰۰ |
| ۶۲۲۵۵ | 2000 SV83   | ۲۴ سپتامبر ۲۰۰۰ |
| ۶۲۲۵۶ | 2000 SC84   | ۲۴ سپتامبر ۲۰۰۰ |
| ۶۲۲۵۷ | 2000 SH85   | ۲۴ سپتامبر ۲۰۰۰ |
| ۶۲۲۵۸ | 2000 SJ85   | ۲۴ سپتامبر ۲۰۰۰ |
| ۶۲۲۵۹ | 2000 SQ85   | ۲۴ سپتامبر ۲۰۰۰ |
| ۶۲۲۶۰ | 2000 SS85   | ۲۴ سپتامبر ۲۰۰۰ |
| ۶۲۲۶۱ | 2000 SX85   | ۲۴ سپتامبر ۲۰۰۰ |
| ۶۲۲۶۲ | 2000 SO86   | ۲۴ سپتامبر ۲۰۰۰ |
| ۶۲۲۶۳ | 2000 SD87   | ۲۴ سپتامبر ۲۰۰۰ |
| ۶۲۲۶۴ | 2000 SA88   | ۲۴ سپتامبر ۲۰۰۰ |
| ۶۲۲۶۵ | 2000 SX88   | ۲۵ سپتامبر ۲۰۰۰ |
| ۶۲۲۶۶ | 2000 SZ88   | ۲۵ سپتامبر ۲۰۰۰ |
| ۶۲۲۶۷ | 2000 SA90   | ۲۲ سپتامبر ۲۰۰۰ |
| ۶۲۲۶۸ | 2000 SQ90   | ۲۲ سپتامبر ۲۰۰۰ |
| ۶۲۲۶۹ | 2000 SD91   | ۲۲ سپتامبر ۲۰۰۰ |
| ۶۲۲۷۰ | 2000 SJ91   | ۲۳ سپتامبر ۲۰۰۰ |
| ۶۲۲۷۱ | 2000 SC93   | ۲۳ سپتامبر ۲۰۰۰ |
| ۶۲۲۷۲ | 2000 SQ96   | ۲۳ سپتامبر ۲۰۰۰ |
| ۶۲۲۷۳ | 2000 ST97   | ۲۳ سپتامبر ۲۰۰۰ |
| ۶۲۲۷۴ | 2000 SH98   | ۲۳ سپتامبر ۲۰۰۰ |
| ۶۲۲۷۵ | 2000 SK98   | ۲۳ سپتامبر ۲۰۰۰ |
| ۶۲۲۷۶ | 2000 SN100  | ۲۳ سپتامبر ۲۰۰۰ |
| ۶۲۲۷۷ | 2000 SX100  | ۲۳ سپتامبر ۲۰۰۰ |
| ۶۲۲۷۸ | 2000 ST103  | ۲۴ سپتامبر ۲۰۰۰ |
| ۶۲۲۷۹ | 2000 SA105  | ۲۴ سپتامبر ۲۰۰۰ |
| ۶۲۲۸۰ | 2000 SX105  | ۲۴ سپتامبر ۲۰۰۰ |
| ۶۲۲۸۱ | 2000 SD106  | ۲۴ سپتامبر ۲۰۰۰ |
| ۶۲۲۸۲ | 2000 SS106  | ۲۴ سپتامبر ۲۰۰۰ |
| ۶۲۲۸۳ | 2000 SY107  | ۲۴ سپتامبر ۲۰۰۰ |
| ۶۲۲۸۴ | 2000 SD108  | ۲۴ سپتامبر ۲۰۰۰ |
| ۶۲۲۸۵ | 2000 SZ109  | ۲۴ سپتامبر ۲۰۰۰ |
| ۶۲۲۸۶ | 2000 SE110  | ۲۴ سپتامبر ۲۰۰۰ |
| ۶۲۲۸۷ | 2000 SG110  | ۲۴ سپتامبر ۲۰۰۰ |
| ۶۲۲۸۸ | 2000 SH110  | ۲۴ سپتامبر ۲۰۰۰ |
| ۶۲۲۸۹ | 2000 SX110  | ۲۴ سپتامبر ۲۰۰۰ |
| ۶۲۲۹۰ | 2000 SZ111  | ۲۴ سپتامبر ۲۰۰۰ |
| ۶۲۲۹۱ | 2000 SN112  | ۲۴ سپتامبر ۲۰۰۰ |
| ۶۲۲۹۲ | 2000 SO113  | ۲۴ سپتامبر ۲۰۰۰ |
| ۶۲۲۹۳ | 2000 SR113  | ۲۴ سپتامبر ۲۰۰۰ |
| ۶۲۲۹۴ | 2000 ST113  | ۲۴ سپتامبر ۲۰۰۰ |
| ۶۲۲۹۵ | 2000 SV114  | ۲۴ سپتامبر ۲۰۰۰ |
| ۶۲۲۹۶ | 2000 SU115  | ۲۴ سپتامبر ۲۰۰۰ |
| ۶۲۲۹۷ | 2000 SF116  | ۲۴ سپتامبر ۲۰۰۰ |
| ۶۲۲۹۸ | 2000 SK116  | ۲۴ سپتامبر ۲۰۰۰ |
| ۶۲۲۹۹ | 2000 SN116  | ۲۴ سپتامبر ۲۰۰۰ |
| ۶۲۳۰۰ | 2000 SY116  | ۲۴ سپتامبر ۲۰۰۰ |
| ۶۲۳۰۱ | 2000 SE117  | ۲۴ سپتامبر ۲۰۰۰ |
| ۶۲۳۰۲ | 2000 SJ117  | ۲۴ سپتامبر ۲۰۰۰ |
| ۶۲۳۰۳ | 2000 SL117  | ۲۴ سپتامبر ۲۰۰۰ |
| ۶۲۳۰۴ | 2000 SM117  | ۲۴ سپتامبر ۲۰۰۰ |
| ۶۲۳۰۵ | 2000 SP117  | ۲۴ سپتامبر ۲۰۰۰ |
| ۶۲۳۰۶ | 2000 SS117  | ۲۴ سپتامبر ۲۰۰۰ |
| ۶۲۳۰۷ | 2000 SA118  | ۲۴ سپتامبر ۲۰۰۰ |
| ۶۲۳۰۸ | 2000 SH118  | ۲۴ سپتامبر ۲۰۰۰ |
| ۶۲۳۰۹ | 2000 SL118  | ۲۴ سپتامبر ۲۰۰۰ |
| ۶۲۳۱۰ | 2000 SP118  | ۲۴ سپتامبر ۲۰۰۰ |
| ۶۲۳۱۱ | 2000 SF119  | ۲۴ سپتامبر ۲۰۰۰ |
| ۶۲۳۱۲ | 2000 SL119  | ۲۴ سپتامبر ۲۰۰۰ |
| ۶۲۳۱۳ | 2000 SM119  | ۲۴ سپتامبر ۲۰۰۰ |
| ۶۲۳۱۴ | 2000 SU119  | ۲۴ سپتامبر ۲۰۰۰ |
| ۶۲۳۱۵ | 2000 SV119  | ۲۴ سپتامبر ۲۰۰۰ |
| ۶۲۳۱۶ | 2000 SO120  | ۲۴ سپتامبر ۲۰۰۰ |
| ۶۲۳۱۷ | 2000 SU121  | ۲۴ سپتامبر ۲۰۰۰ |
| ۶۲۳۱۸ | 2000 SZ121  | ۲۴ سپتامبر ۲۰۰۰ |
| ۶۲۳۱۹ | 2000 SD122  | ۲۴ سپتامبر ۲۰۰۰ |
| ۶۲۳۲۰ | 2000 SC123  | ۲۴ سپتامبر ۲۰۰۰ |
| ۶۲۳۲۱ | 2000 SP123  | ۲۴ سپتامبر ۲۰۰۰ |
| ۶۲۳۲۲ | 2000 ST123  | ۲۴ سپتامبر ۲۰۰۰ |
| ۶۲۳۲۳ | 2000 SX123  | ۲۴ سپتامبر ۲۰۰۰ |
| ۶۲۳۲۴ | 2000 SY123  | ۲۴ سپتامبر ۲۰۰۰ |
| ۶۲۳۲۵ | 2000 SC124  | ۲۴ سپتامبر ۲۰۰۰ |
| ۶۲۳۲۶ | 2000 SE124  | ۲۴ سپتامبر ۲۰۰۰ |
| ۶۲۳۲۷ | 2000 SH124  | ۲۴ سپتامبر ۲۰۰۰ |
| ۶۲۳۲۸ | 2000 SM124  | ۲۴ سپتامبر ۲۰۰۰ |
| ۶۲۳۲۹ | 2000 SN124  | ۲۴ سپتامبر ۲۰۰۰ |
| ۶۲۳۳۰ | 2000 SF125  | ۲۴ سپتامبر ۲۰۰۰ |
| ۶۲۳۳۱ | 2000 ST126  | ۲۴ سپتامبر ۲۰۰۰ |
| ۶۲۳۳۲ | 2000 SX126  | ۲۴ سپتامبر ۲۰۰۰ |
| ۶۲۳۳۳ | 2000 SE127  | ۲۴ سپتامبر ۲۰۰۰ |
| ۶۲۳۳۴ | 2000 SF127  | ۲۴ سپتامبر ۲۰۰۰ |
| ۶۲۳۳۵ | 2000 SJ127  | ۲۴ سپتامبر ۲۰۰۰ |
| ۶۲۳۳۶ | 2000 SM127  | ۲۴ سپتامبر ۲۰۰۰ |
| ۶۲۳۳۷ | 2000 SW127  | ۲۴ سپتامبر ۲۰۰۰ |
| ۶۲۳۳۸ | 2000 SN128  | ۲۴ سپتامبر ۲۰۰۰ |
| ۶۲۳۳۹ | 2000 SX129  | ۲۲ سپتامبر ۲۰۰۰ |
| ۶۲۳۴۰ | 2000 SO130  | ۲۲ سپتامبر ۲۰۰۰ |
| ۶۲۳۴۱ | 2000 SE131  | ۲۲ سپتامبر ۲۰۰۰ |
| ۶۲۳۴۲ | 2000 SD132  | ۲۲ سپتامبر ۲۰۰۰ |
| ۶۲۳۴۳ | 2000 SQ132  | ۲۲ سپتامبر ۲۰۰۰ |
| ۶۲۳۴۴ | 2000 SA134  | ۲۳ سپتامبر ۲۰۰۰ |
| ۶۲۳۴۵ | 2000 SW134  | ۲۳ سپتامبر ۲۰۰۰ |
| ۶۲۳۴۶ | 2000 SN135  | ۲۳ سپتامبر ۲۰۰۰ |
| ۶۲۳۴۷ | 2000 SL138  | ۲۳ سپتامبر ۲۰۰۰ |
| ۶۲۳۴۸ | 2000 SB142  | ۲۳ سپتامبر ۲۰۰۰ |
| ۶۲۳۴۹ | 2000 SH142  | ۲۳ سپتامبر ۲۰۰۰ |
| ۶۲۳۵۰ | 2000 SA143  | ۲۳ سپتامبر ۲۰۰۰ |
| ۶۲۳۵۱ | 2000 SB143  | ۲۳ سپتامبر ۲۰۰۰ |
| ۶۲۳۵۲ | 2000 SG143  | ۲۳ سپتامبر ۲۰۰۰ |
| ۶۲۳۵۳ | 2000 SH143  | ۲۳ سپتامبر ۲۰۰۰ |
| ۶۲۳۵۴ | 2000 SQ143  | ۲۴ سپتامبر ۲۰۰۰ |
| ۶۲۳۵۵ | 2000 SX144  | ۲۴ سپتامبر ۲۰۰۰ |
| ۶۲۳۵۶ | 2000 SG146  | ۲۴ سپتامبر ۲۰۰۰ |
| ۶۲۳۵۷ | 2000 SP146  | ۲۴ سپتامبر ۲۰۰۰ |
| ۶۲۳۵۸ | 2000 SY147  | ۲۴ سپتامبر ۲۰۰۰ |
| ۶۲۳۵۹ | 2000 SB148  | ۲۴ سپتامبر ۲۰۰۰ |
| ۶۲۳۶۰ | 2000 SL148  | ۲۴ سپتامبر ۲۰۰۰ |
| ۶۲۳۶۱ | 2000 SX148  | ۲۴ سپتامبر ۲۰۰۰ |
| ۶۲۳۶۲ | 2000 SZ148  | ۲۴ سپتامبر ۲۰۰۰ |
| ۶۲۳۶۳ | 2000 SG149  | ۲۴ سپتامبر ۲۰۰۰ |
| ۶۲۳۶۴ | 2000 SN149  | ۲۴ سپتامبر ۲۰۰۰ |
| ۶۲۳۶۵ | 2000 SY149  | ۲۴ سپتامبر ۲۰۰۰ |
| ۶۲۳۶۶ | 2000 SD150  | ۲۴ سپتامبر ۲۰۰۰ |
| ۶۲۳۶۷ | 2000 SF150  | ۲۴ سپتامبر ۲۰۰۰ |
| ۶۲۳۶۸ | 2000 SG150  | ۲۴ سپتامبر ۲۰۰۰ |
| ۶۲۳۶۹ | 2000 SK150  | ۲۴ سپتامبر ۲۰۰۰ |
| ۶۲۳۷۰ | 2000 SM150  | ۲۴ سپتامبر ۲۰۰۰ |
| ۶۲۳۷۱ | 2000 SR150  | ۲۴ سپتامبر ۲۰۰۰ |
| ۶۲۳۷۲ | 2000 SX150  | ۲۴ سپتامبر ۲۰۰۰ |
| ۶۲۳۷۳ | 2000 SE151  | ۲۴ سپتامبر ۲۰۰۰ |
| ۶۲۳۷۴ | 2000 SW151  | ۲۴ سپتامبر ۲۰۰۰ |
| ۶۲۳۷۵ | 2000 SG152  | ۲۴ سپتامبر ۲۰۰۰ |
| ۶۲۳۷۶ | 2000 SU153  | ۲۴ سپتامبر ۲۰۰۰ |
| ۶۲۳۷۷ | 2000 SJ154  | ۲۴ سپتامبر ۲۰۰۰ |
| ۶۲۳۷۸ | 2000 SN154  | ۲۴ سپتامبر ۲۰۰۰ |
| ۶۲۳۷۹ | 2000 SA155  | ۲۴ سپتامبر ۲۰۰۰ |
| ۶۲۳۸۰ | 2000 SF155  | ۲۴ سپتامبر ۲۰۰۰ |
| ۶۲۳۸۱ | 2000 SO155  | ۲۴ سپتامبر ۲۰۰۰ |
| ۶۲۳۸۲ | 2000 SM156  | ۲۴ سپتامبر ۲۰۰۰ |
| ۶۲۳۸۳ | 2000 SS156  | ۲۴ سپتامبر ۲۰۰۰ |
| ۶۲۳۸۴ | 2000 SX156  | ۲۶ سپتامبر ۲۰۰۰ |
| ۶۲۳۸۵ | 2000 ST157  | ۲۷ سپتامبر ۲۰۰۰ |
| ۶۲۳۸۶ | 2000 SR161  | ۲۰ سپتامبر ۲۰۰۰ |
| ۶۲۳۸۷ | 2000 SQ162  | ۲۲ سپتامبر ۲۰۰۰ |
| ۶۲۳۸۸ | 2000 SW162  | ۳۰ سپتامبر ۲۰۰۰ |
| ۶۲۳۸۹ | 2000 SE165  | ۲۳ سپتامبر ۲۰۰۰ |
| ۶۲۳۹۰ | 2000 SA166  | ۲۳ سپتامبر ۲۰۰۰ |
| ۶۲۳۹۱ | 2000 SK167  | ۲۳ سپتامبر ۲۰۰۰ |
| ۶۲۳۹۲ | 2000 SW168  | ۲۳ سپتامبر ۲۰۰۰ |
| ۶۲۳۹۳ | 2000 SM169  | ۲۴ سپتامبر ۲۰۰۰ |
| ۶۲۳۹۴ | 2000 SU169  | ۲۴ سپتامبر ۲۰۰۰ |
| ۶۲۳۹۵ | 2000 SZ169  | ۲۴ سپتامبر ۲۰۰۰ |
| ۶۲۳۹۶ | 2000 SE170  | ۲۴ سپتامبر ۲۰۰۰ |
| ۶۲۳۹۷ | 2000 SM170  | ۲۴ سپتامبر ۲۰۰۰ |
| ۶۲۳۹۸ | 2000 SR170  | ۲۴ سپتامبر ۲۰۰۰ |
| ۶۲۳۹۹ | 2000 SV170  | ۲۴ سپتامبر ۲۰۰۰ |
| ۶۲۴۰۰ | 2000 SA171  | ۲۴ سپتامبر ۲۰۰۰ |
| ۶۲۴۰۱ | 2000 SD171  | ۲۴ سپتامبر ۲۰۰۰ |
| ۶۲۴۰۲ | 2000 SM171  | ۲۴ سپتامبر ۲۰۰۰ |
| ۶۲۴۰۳ | 2000 SL172  | ۲۷ سپتامبر ۲۰۰۰ |
| ۶۲۴۰۴ | 2000 SQ173  | ۲۸ سپتامبر ۲۰۰۰ |
| ۶۲۴۰۵ | 2000 SR175  | ۲۸ سپتامبر ۲۰۰۰ |
| ۶۲۴۰۶ | 2000 SN176  | ۲۸ سپتامبر ۲۰۰۰ |
| ۶۲۴۰۷ | 2000 SO176  | ۲۸ سپتامبر ۲۰۰۰ |
| ۶۲۴۰۸ | 2000 SU176  | ۲۸ سپتامبر ۲۰۰۰ |
| ۶۲۴۰۹ | 2000 SR177  | ۲۸ سپتامبر ۲۰۰۰ |
| ۶۲۴۱۰ | 2000 SN178  | ۲۸ سپتامبر ۲۰۰۰ |
| ۶۲۴۱۱ | 2000 SX178  | ۲۸ سپتامبر ۲۰۰۰ |
| ۶۲۴۱۲ | 2000 SY178  | ۲۸ سپتامبر ۲۰۰۰ |
| ۶۲۴۱۳ | 2000 SE179  | ۲۸ سپتامبر ۲۰۰۰ |
| ۶۲۴۱۴ | 2000 SV179  | ۲۸ سپتامبر ۲۰۰۰ |
| ۶۲۴۱۵ | 2000 SA180  | ۲۸ سپتامبر ۲۰۰۰ |
| ۶۲۴۱۶ | 2000 SS180  | ۲۸ سپتامبر ۲۰۰۰ |
| ۶۲۴۱۷ | 2000 ST181  | ۱۹ سپتامبر ۲۰۰۰ |
| ۶۲۴۱۸ | 2000 SR182  | ۲۰ سپتامبر ۲۰۰۰ |
| ۶۲۴۱۹ | 2000 SX183  | ۲۰ سپتامبر ۲۰۰۰ |
| ۶۲۴۲۰ | 2000 SH184  | ۲۰ سپتامبر ۲۰۰۰ |
| ۶۲۴۲۱ | 2000 SJ184  | ۲۰ سپتامبر ۲۰۰۰ |
| ۶۲۴۲۲ | 2000 SK184  | ۲۰ سپتامبر ۲۰۰۰ |
| ۶۲۴۲۳ | 2000 SM184  | ۲۰ سپتامبر ۲۰۰۰ |
| ۶۲۴۲۴ | 2000 SX184  | ۲۰ سپتامبر ۲۰۰۰ |
| ۶۲۴۲۵ | 2000 SM186  | ۲۱ سپتامبر ۲۰۰۰ |
| ۶۲۴۲۶ | 2000 SX186  | ۲۱ سپتامبر ۲۰۰۰ |
| ۶۲۴۲۷ | 2000 SH187  | ۲۱ سپتامبر ۲۰۰۰ |
| ۶۲۴۲۸ | 2000 SM187  | ۲۱ سپتامبر ۲۰۰۰ |
| ۶۲۴۲۹ | 2000 SQ187  | ۲۱ سپتامبر ۲۰۰۰ |
| ۶۲۴۳۰ | 2000 SV187  | ۲۱ سپتامبر ۲۰۰۰ |
| ۶۲۴۳۱ | 2000 SG188  | ۲۱ سپتامبر ۲۰۰۰ |
| ۶۲۴۳۲ | 2000 SH188  | ۲۱ سپتامبر ۲۰۰۰ |
| ۶۲۴۳۳ | 2000 SO188  | ۲۱ سپتامبر ۲۰۰۰ |
| ۶۲۴۳۴ | 2000 SW189  | ۲۲ سپتامبر ۲۰۰۰ |
| ۶۲۴۳۵ | 2000 SN190  | ۲۳ سپتامبر ۲۰۰۰ |
| ۶۲۴۳۶ | 2000 SR192  | ۲۴ سپتامبر ۲۰۰۰ |
| ۶۲۴۳۷ | 2000 SY198  | ۲۴ سپتامبر ۲۰۰۰ |
| ۶۲۴۳۸ | 2000 SF199  | ۲۴ سپتامبر ۲۰۰۰ |
| ۶۲۴۳۹ | 2000 SK200  | ۲۴ سپتامبر ۲۰۰۰ |
| ۶۲۴۴۰ | 2000 SR201  | ۲۴ سپتامبر ۲۰۰۰ |
| ۶۲۴۴۱ | 2000 SX202  | ۲۴ سپتامبر ۲۰۰۰ |
| ۶۲۴۴۲ | 2000 SA204  | ۲۴ سپتامبر ۲۰۰۰ |
| ۶۲۴۴۳ | 2000 SN204  | ۲۴ سپتامبر ۲۰۰۰ |
| ۶۲۴۴۴ | 2000 SO206  | ۲۴ سپتامبر ۲۰۰۰ |
| ۶۲۴۴۵ | 2000 SF207  | ۲۴ سپتامبر ۲۰۰۰ |
| ۶۲۴۴۶ | 2000 SH207  | ۲۴ سپتامبر ۲۰۰۰ |
| ۶۲۴۴۷ | 2000 SR207  | ۲۴ سپتامبر ۲۰۰۰ |
| ۶۲۴۴۸ | 2000 SC208  | ۲۴ سپتامبر ۲۰۰۰ |
| ۶۲۴۴۹ | 2000 SD208  | ۲۴ سپتامبر ۲۰۰۰ |
| ۶۲۴۵۰ | 2000 SE208  | ۲۴ سپتامبر ۲۰۰۰ |
| ۶۲۴۵۱ | 2000 SN208  | ۲۵ سپتامبر ۲۰۰۰ |
| ۶۲۴۵۲ | 2000 SO209  | ۲۵ سپتامبر ۲۰۰۰ |
| ۶۲۴۵۳ | 2000 SP209  | ۲۵ سپتامبر ۲۰۰۰ |
| ۶۲۴۵۴ | 2000 SQ209  | ۲۵ سپتامبر ۲۰۰۰ |
| ۶۲۴۵۵ | 2000 SK210  | ۲۵ سپتامبر ۲۰۰۰ |
| ۶۲۴۵۶ | 2000 SL210  | ۲۵ سپتامبر ۲۰۰۰ |
| ۶۲۴۵۷ | 2000 SO210  | ۲۵ سپتامبر ۲۰۰۰ |
| ۶۲۴۵۸ | 2000 SP211  | ۲۵ سپتامبر ۲۰۰۰ |
| ۶۲۴۵۹ | 2000 SX211  | ۲۵ سپتامبر ۲۰۰۰ |
| ۶۲۴۶۰ | 2000 SY211  | ۲۵ سپتامبر ۲۰۰۰ |
| ۶۲۴۶۱ | 2000 SH212  | ۲۵ سپتامبر ۲۰۰۰ |
| ۶۲۴۶۲ | 2000 SO212  | ۲۵ سپتامبر ۲۰۰۰ |
| ۶۲۴۶۳ | 2000 SS212  | ۲۵ سپتامبر ۲۰۰۰ |
| ۶۲۴۶۴ | 2000 SF213  | ۲۵ سپتامبر ۲۰۰۰ |
| ۶۲۴۶۵ | 2000 SJ213  | ۲۵ سپتامبر ۲۰۰۰ |
| ۶۲۴۶۶ | 2000 SR213  | ۲۵ سپتامبر ۲۰۰۰ |
| ۶۲۴۶۷ | 2000 SW213  | ۲۵ سپتامبر ۲۰۰۰ |
| ۶۲۴۶۸ | 2000 SA214  | ۲۵ سپتامبر ۲۰۰۰ |
| ۶۲۴۶۹ | 2000 SD215  | ۲۶ سپتامبر ۲۰۰۰ |
| ۶۲۴۷۰ | 2000 SH216  | ۲۶ سپتامبر ۲۰۰۰ |
| ۶۲۴۷۱ | 2000 SP216  | ۲۶ سپتامبر ۲۰۰۰ |
| ۶۲۴۷۲ | 2000 SO217  | ۲۶ سپتامبر ۲۰۰۰ |
| ۶۲۴۷۳ | 2000 SZ217  | ۲۶ سپتامبر ۲۰۰۰ |
| ۶۲۴۷۴ | 2000 SP218  | ۲۶ سپتامبر ۲۰۰۰ |
| ۶۲۴۷۵ | 2000 SB219  | ۲۶ سپتامبر ۲۰۰۰ |
| ۶۲۴۷۶ | 2000 SH219  | ۲۶ سپتامبر ۲۰۰۰ |
| ۶۲۴۷۷ | 2000 SJ219  | ۲۶ سپتامبر ۲۰۰۰ |
| ۶۲۴۷۸ | 2000 SK219  | ۲۶ سپتامبر ۲۰۰۰ |
| ۶۲۴۷۹ | 2000 SD220  | ۲۶ سپتامبر ۲۰۰۰ |
| ۶۲۴۸۰ | 2000 SU220  | ۲۶ سپتامبر ۲۰۰۰ |
| ۶۲۴۸۱ | 2000 SC221  | ۲۶ سپتامبر ۲۰۰۰ |
| ۶۲۴۸۲ | 2000 SE221  | ۲۶ سپتامبر ۲۰۰۰ |
| ۶۲۴۸۳ | 2000 SG221  | ۲۶ سپتامبر ۲۰۰۰ |
| ۶۲۴۸۴ | 2000 SN221  | ۲۶ سپتامبر ۲۰۰۰ |
| ۶۲۴۸۵ | 2000 SX221  | ۲۶ سپتامبر ۲۰۰۰ |
| ۶۲۴۸۶ | 2000 SC222  | ۲۶ سپتامبر ۲۰۰۰ |
| ۶۲۴۸۷ | 2000 SP222  | ۲۶ سپتامبر ۲۰۰۰ |
| ۶۲۴۸۸ | 2000 SN223  | ۲۷ سپتامبر ۲۰۰۰ |
| ۶۲۴۸۹ | 2000 SS223  | ۲۷ سپتامبر ۲۰۰۰ |
| ۶۲۴۹۰ | 2000 SL224  | ۲۷ سپتامبر ۲۰۰۰ |
| ۶۲۴۹۱ | 2000 SN224  | ۲۷ سپتامبر ۲۰۰۰ |
| ۶۲۴۹۲ | 2000 ST224  | ۲۷ سپتامبر ۲۰۰۰ |
| ۶۲۴۹۳ | 2000 SK225  | ۲۷ سپتامبر ۲۰۰۰ |
| ۶۲۴۹۴ | 2000 SP225  | ۲۷ سپتامبر ۲۰۰۰ |
| ۶۲۴۹۵ | 2000 SQ226  | ۲۷ سپتامبر ۲۰۰۰ |
| ۶۲۴۹۶ | 2000 SA227  | ۲۷ سپتامبر ۲۰۰۰ |
| ۶۲۴۹۷ | 2000 SJ228  | ۲۸ سپتامبر ۲۰۰۰ |
| ۶۲۴۹۸ | 2000 SL228  | ۲۸ سپتامبر ۲۰۰۰ |
| ۶۲۴۹۹ | 2000 SK229  | ۲۸ سپتامبر ۲۰۰۰ |
| ۶۲۵۰۰ | 2000 SL229  | ۲۸ سپتامبر ۲۰۰۰ |
| ۶۲۵۰۱ | 2000 SP229  | ۲۸ سپتامبر ۲۰۰۰ |
| ۶۲۵۰۲ | 2000 SZ229  | ۲۸ سپتامبر ۲۰۰۰ |
| ۶۲۵۰۳ | Tomcave     | ۳۰ سپتامبر ۲۰۰۰ |
| ۶۲۵۰۴ | 2000 SZ233  | ۲۱ سپتامبر ۲۰۰۰ |
| ۶۲۵۰۵ | 2000 SF234  | ۲۱ سپتامبر ۲۰۰۰ |
| ۶۲۵۰۶ | 2000 SJ234  | ۲۱ سپتامبر ۲۰۰۰ |
| ۶۲۵۰۷ | 2000 SL235  | ۲۴ سپتامبر ۲۰۰۰ |
| ۶۲۵۰۸ | 2000 SV235  | ۲۴ سپتامبر ۲۰۰۰ |
| ۶۲۵۰۹ | 2000 SH237  | ۲۴ سپتامبر ۲۰۰۰ |
| ۶۲۵۱۰ | 2000 SW237  | ۲۵ سپتامبر ۲۰۰۰ |
| ۶۲۵۱۱ | 2000 SU239  | ۲۸ سپتامبر ۲۰۰۰ |
| ۶۲۵۱۲ | 2000 SF241  | ۲۳ سپتامبر ۲۰۰۰ |
| ۶۲۵۱۳ | 2000 SL241  | ۲۴ سپتامبر ۲۰۰۰ |
| ۶۲۵۱۴ | 2000 SX241  | ۲۴ سپتامبر ۲۰۰۰ |
| ۶۲۵۱۵ | 2000 SX242  | ۲۴ سپتامبر ۲۰۰۰ |
| ۶۲۵۱۶ | 2000 SN243  | ۲۴ سپتامبر ۲۰۰۰ |
| ۶۲۵۱۷ | 2000 SY244  | ۲۴ سپتامبر ۲۰۰۰ |
| ۶۲۵۱۸ | 2000 SM245  | ۲۴ سپتامبر ۲۰۰۰ |
| ۶۲۵۱۹ | 2000 SX246  | ۲۴ سپتامبر ۲۰۰۰ |
| ۶۲۵۲۰ | 2000 SV247  | ۲۴ سپتامبر ۲۰۰۰ |
| ۶۲۵۲۱ | 2000 SW247  | ۲۴ سپتامبر ۲۰۰۰ |
| ۶۲۵۲۲ | 2000 SL248  | ۲۴ سپتامبر ۲۰۰۰ |
| ۶۲۵۲۳ | 2000 SW249  | ۲۴ سپتامبر ۲۰۰۰ |
| ۶۲۵۲۴ | 2000 SL250  | ۲۴ سپتامبر ۲۰۰۰ |
| ۶۲۵۲۵ | 2000 SD251  | ۲۴ سپتامبر ۲۰۰۰ |
| ۶۲۵۲۶ | 2000 SS251  | ۲۴ سپتامبر ۲۰۰۰ |
| ۶۲۵۲۷ | 2000 SV251  | ۲۴ سپتامبر ۲۰۰۰ |
| ۶۲۵۲۸ | 2000 SG252  | ۲۴ سپتامبر ۲۰۰۰ |
| ۶۲۵۲۹ | 2000 SA253  | ۲۴ سپتامبر ۲۰۰۰ |
| ۶۲۵۳۰ | 2000 SU253  | ۲۴ سپتامبر ۲۰۰۰ |
| ۶۲۵۳۱ | 2000 SH254  | ۲۴ سپتامبر ۲۰۰۰ |
| ۶۲۵۳۲ | 2000 ST254  | ۲۴ سپتامبر ۲۰۰۰ |
| ۶۲۵۳۳ | 2000 SN255  | ۲۴ سپتامبر ۲۰۰۰ |
| ۶۲۵۳۴ | 2000 SR255  | ۲۴ سپتامبر ۲۰۰۰ |
| ۶۲۵۳۵ | 2000 SU257  | ۲۴ سپتامبر ۲۰۰۰ |
| ۶۲۵۳۶ | 2000 SZ257  | ۲۴ سپتامبر ۲۰۰۰ |
| ۶۲۵۳۷ | 2000 SG258  | ۲۴ سپتامبر ۲۰۰۰ |
| ۶۲۵۳۸ | 2000 SS258  | ۲۴ سپتامبر ۲۰۰۰ |
| ۶۲۵۳۹ | 2000 SR259  | ۲۴ سپتامبر ۲۰۰۰ |
| ۶۲۵۴۰ | 2000 SX259  | ۲۴ سپتامبر ۲۰۰۰ |
| ۶۲۵۴۱ | 2000 SY259  | ۲۴ سپتامبر ۲۰۰۰ |
| ۶۲۵۴۲ | 2000 SO260  | ۲۴ سپتامبر ۲۰۰۰ |
| ۶۲۵۴۳ | 2000 SW260  | ۲۴ سپتامبر ۲۰۰۰ |
| ۶۲۵۴۴ | 2000 SD261  | ۲۴ سپتامبر ۲۰۰۰ |
| ۶۲۵۴۵ | 2000 ST261  | ۲۴ سپتامبر ۲۰۰۰ |
| ۶۲۵۴۶ | 2000 SV261  | ۲۴ سپتامبر ۲۰۰۰ |
| ۶۲۵۴۷ | 2000 SW261  | ۲۴ سپتامبر ۲۰۰۰ |
| ۶۲۵۴۸ | 2000 SB262  | ۲۵ سپتامبر ۲۰۰۰ |
| ۶۲۵۴۹ | 2000 SZ262  | ۲۵ سپتامبر ۲۰۰۰ |
| ۶۲۵۵۰ | 2000 SM263  | ۲۶ سپتامبر ۲۰۰۰ |
| ۶۲۵۵۱ | 2000 SP263  | ۲۶ سپتامبر ۲۰۰۰ |
| ۶۲۵۵۲ | 2000 SL264  | ۲۶ سپتامبر ۲۰۰۰ |
| ۶۲۵۵۳ | 2000 SQ264  | ۲۶ سپتامبر ۲۰۰۰ |
| ۶۲۵۵۴ | 2000 SR264  | ۲۶ سپتامبر ۲۰۰۰ |
| ۶۲۵۵۵ | 2000 SE265  | ۲۶ سپتامبر ۲۰۰۰ |
| ۶۲۵۵۶ | 2000 SB266  | ۲۶ سپتامبر ۲۰۰۰ |
| ۶۲۵۵۷ | 2000 SP267  | ۲۷ سپتامبر ۲۰۰۰ |
| ۶۲۵۵۸ | 2000 SD268  | ۲۷ سپتامبر ۲۰۰۰ |
| ۶۲۵۵۹ | 2000 SP268  | ۲۷ سپتامبر ۲۰۰۰ |
| ۶۲۵۶۰ | 2000 SZ268  | ۲۷ سپتامبر ۲۰۰۰ |
| ۶۲۵۶۱ | 2000 SF269  | ۲۷ سپتامبر ۲۰۰۰ |
| ۶۲۵۶۲ | 2000 SR269  | ۲۷ سپتامبر ۲۰۰۰ |
| ۶۲۵۶۳ | 2000 SS270  | ۲۷ سپتامبر ۲۰۰۰ |
| ۶۲۵۶۴ | 2000 SJ271  | ۲۷ سپتامبر ۲۰۰۰ |
| ۶۲۵۶۵ | 2000 SU272  | ۲۸ سپتامبر ۲۰۰۰ |
| ۶۲۵۶۶ | 2000 SA274  | ۲۸ سپتامبر ۲۰۰۰ |
| ۶۲۵۶۷ | 2000 SJ274  | ۲۸ سپتامبر ۲۰۰۰ |
| ۶۲۵۶۸ | 2000 SM274  | ۲۸ سپتامبر ۲۰۰۰ |
| ۶۲۵۶۹ | 2000 SR274  | ۲۸ سپتامبر ۲۰۰۰ |
| ۶۲۵۷۰ | 2000 SX274  | ۲۸ سپتامبر ۲۰۰۰ |
| ۶۲۵۷۱ | 2000 SY274  | ۲۸ سپتامبر ۲۰۰۰ |
| ۶۲۵۷۲ | 2000 SC276  | ۲۸ سپتامبر ۲۰۰۰ |
| ۶۲۵۷۳ | 2000 SR276  | ۳۰ سپتامبر ۲۰۰۰ |
| ۶۲۵۷۴ | 2000 SF277  | ۳۰ سپتامبر ۲۰۰۰ |
| ۶۲۵۷۵ | 2000 SL278  | ۳۰ سپتامبر ۲۰۰۰ |
| ۶۲۵۷۶ | 2000 ST278  | ۳۰ سپتامبر ۲۰۰۰ |
| ۶۲۵۷۷ | 2000 SU279  | ۲۵ سپتامبر ۲۰۰۰ |
| ۶۲۵۷۸ | 2000 SA280  | ۲۷ سپتامبر ۲۰۰۰ |
| ۶۲۵۷۹ | 2000 SA281  | ۲۳ سپتامبر ۲۰۰۰ |
| ۶۲۵۸۰ | 2000 SD281  | ۲۳ سپتامبر ۲۰۰۰ |
| ۶۲۵۸۱ | 2000 SL282  | ۲۳ سپتامبر ۲۰۰۰ |
| ۶۲۵۸۲ | 2000 SO289  | ۲۷ سپتامبر ۲۰۰۰ |
| ۶۲۵۸۳ | 2000 SJ293  | ۲۷ سپتامبر ۲۰۰۰ |
| ۶۲۵۸۴ | 2000 SP293  | ۲۷ سپتامبر ۲۰۰۰ |
| ۶۲۵۸۵ | 2000 SR293  | ۲۷ سپتامبر ۲۰۰۰ |
| ۶۲۵۸۶ | 2000 SN297  | ۲۸ سپتامبر ۲۰۰۰ |
| ۶۲۵۸۷ | 2000 ST299  | ۲۸ سپتامبر ۲۰۰۰ |
| ۶۲۵۸۸ | 2000 SE301  | ۲۸ سپتامبر ۲۰۰۰ |
| ۶۲۵۸۹ | 2000 SA302  | ۲۸ سپتامبر ۲۰۰۰ |
| ۶۲۵۹۰ | 2000 SB303  | ۲۸ سپتامبر ۲۰۰۰ |
| ۶۲۵۹۱ | 2000 ST303  | ۲۸ سپتامبر ۲۰۰۰ |
| ۶۲۵۹۲ | 2000 SA304  | ۳۰ سپتامبر ۲۰۰۰ |
| ۶۲۵۹۳ | 2000 SD305  | ۳۰ سپتامبر ۲۰۰۰ |
| ۶۲۵۹۴ | 2000 SX305  | ۳۰ سپتامبر ۲۰۰۰ |
| ۶۲۵۹۵ | 2000 SW306  | ۳۰ سپتامبر ۲۰۰۰ |
| ۶۲۵۹۶ | 2000 SL309  | ۳۰ سپتامبر ۲۰۰۰ |
| ۶۲۵۹۷ | 2000 SB311  | ۲۶ سپتامبر ۲۰۰۰ |
| ۶۲۵۹۸ | 2000 SW313  | ۲۷ سپتامبر ۲۰۰۰ |
| ۶۲۵۹۹ | 2000 SA318  | ۳۰ سپتامبر ۲۰۰۰ |
| ۶۲۶۰۰ | 2000 SG318  | ۲۹ سپتامبر ۲۰۰۰ |
| ۶۲۶۰۱ | 2000 SH318  | ۲۹ سپتامبر ۲۰۰۰ |
| ۶۲۶۰۲ | 2000 SJ318  | ۲۹ سپتامبر ۲۰۰۰ |
| ۶۲۶۰۳ | 2000 SD320  | ۲۸ سپتامبر ۲۰۰۰ |
| ۶۲۶۰۴ | 2000 SU320  | ۳۰ سپتامبر ۲۰۰۰ |
| ۶۲۶۰۵ | 2000 SV320  | ۳۰ سپتامبر ۲۰۰۰ |
| ۶۲۶۰۶ | 2000 SK325  | ۲۹ سپتامبر ۲۰۰۰ |
| ۶۲۶۰۷ | 2000 SZ330  | ۲۷ سپتامبر ۲۰۰۰ |
| ۶۲۶۰۸ | 2000 SD332  | ۲۳ سپتامبر ۲۰۰۰ |
| ۶۲۶۰۹ | 2000 SF333  | ۲۶ سپتامبر ۲۰۰۰ |
| ۶۲۶۱۰ | 2000 SV333  | ۲۶ سپتامبر ۲۰۰۰ |
| ۶۲۶۱۱ | 2000 SX334  | ۲۶ سپتامبر ۲۰۰۰ |
| ۶۲۶۱۲ | 2000 SQ335  | ۲۶ سپتامبر ۲۰۰۰ |
| ۶۲۶۱۳ | 2000 SF336  | ۲۶ سپتامبر ۲۰۰۰ |
| ۶۲۶۱۴ | 2000 SS339  | ۲۵ سپتامبر ۲۰۰۰ |
| ۶۲۶۱۵ | 2000 SA340  | ۲۵ سپتامبر ۲۰۰۰ |
| ۶۲۶۱۶ | 2000 SF343  | ۲۴ سپتامبر ۲۰۰۰ |
| ۶۲۶۱۷ | 2000 SW344  | ۲۰ سپتامبر ۲۰۰۰ |
| ۶۲۶۱۸ | 2000 SD348  | ۲۰ سپتامبر ۲۰۰۰ |
| ۶۲۶۱۹ | 2000 SE348  | ۲۰ سپتامبر ۲۰۰۰ |
| ۶۲۶۲۰ | 2000 SA350  | ۲۹ سپتامبر ۲۰۰۰ |
| ۶۲۶۲۱ | 2000 SC350  | ۲۹ سپتامبر ۲۰۰۰ |
| ۶۲۶۲۲ | 2000 SQ350  | ۲۹ سپتامبر ۲۰۰۰ |
| ۶۲۶۲۳ | 2000 SS350  | ۲۹ سپتامبر ۲۰۰۰ |
| ۶۲۶۲۴ | 2000 SX350  | ۲۹ سپتامبر ۲۰۰۰ |
| ۶۲۶۲۵ | 2000 SG351  | ۲۹ سپتامبر ۲۰۰۰ |
| ۶۲۶۲۶ | 2000 SK351  | ۲۹ سپتامبر ۲۰۰۰ |
| ۶۲۶۲۷ | 2000 SH352  | ۳۰ سپتامبر ۲۰۰۰ |
| ۶۲۶۲۸ | 2000 SL352  | ۳۰ سپتامبر ۲۰۰۰ |
| ۶۲۶۲۹ | 2000 SO354  | ۲۹ سپتامبر ۲۰۰۰ |
| ۶۲۶۳۰ | 2000 SZ354  | ۲۹ سپتامبر ۲۰۰۰ |
| ۶۲۶۳۱ | 2000 SM355  | ۲۹ سپتامبر ۲۰۰۰ |
| ۶۲۶۳۲ | 2000 SB356  | ۲۹ سپتامبر ۲۰۰۰ |
| ۶۲۶۳۳ | 2000 SC356  | ۲۹ سپتامبر ۲۰۰۰ |
| ۶۲۶۳۴ | 2000 SL356  | ۲۹ سپتامبر ۲۰۰۰ |
| ۶۲۶۳۵ | 2000 SO356  | ۲۹ سپتامبر ۲۰۰۰ |
| ۶۲۶۳۶ | 2000 SX356  | ۲۸ سپتامبر ۲۰۰۰ |
| ۶۲۶۳۷ | 2000 SZ356  | ۲۸ سپتامبر ۲۰۰۰ |
| ۶۲۶۳۸ | 2000 SJ357  | ۲۸ سپتامبر ۲۰۰۰ |
| ۶۲۶۳۹ | 2000 SS357  | ۲۸ سپتامبر ۲۰۰۰ |
| ۶۲۶۴۰ | 2000 SR358  | ۲۴ سپتامبر ۲۰۰۰ |
| ۶۲۶۴۱ | 2000 SZ358  | ۲۵ سپتامبر ۲۰۰۰ |
| ۶۲۶۴۲ | 2000 SN359  | ۲۶ سپتامبر ۲۰۰۰ |
| ۶۲۶۴۳ | 2000 SH360  | ۲۶ سپتامبر ۲۰۰۰ |
| ۶۲۶۴۴ | 2000 SP360  | ۲۶ سپتامبر ۲۰۰۰ |
| ۶۲۶۴۵ | 2000 SW360  | ۲۲ سپتامبر ۲۰۰۰ |
| ۶۲۶۴۶ | 2000 SO361  | ۲۳ سپتامبر ۲۰۰۰ |
| ۶۲۶۴۷ | 2000 SY362  | ۲۰ سپتامبر ۲۰۰۰ |
| ۶۲۶۴۸ | 2000 SC363  | ۱۹ سپتامبر ۲۰۰۰ |
| ۶۲۶۴۹ | 2000 SS363  | ۲۰ سپتامبر ۲۰۰۰ |
| ۶۲۶۵۰ | 2000 SV363  | ۲۰ سپتامبر ۲۰۰۰ |
| ۶۲۶۵۱ | 2000 SB364  | ۲۰ سپتامبر ۲۰۰۰ |
| ۶۲۶۵۲ | 2000 SC364  | ۲۰ سپتامبر ۲۰۰۰ |
| ۶۲۶۵۳ | 2000 SP364  | ۲۰ سپتامبر ۲۰۰۰ |
| ۶۲۶۵۴ | 2000 SX364  | ۲۱ سپتامبر ۲۰۰۰ |
| ۶۲۶۵۵ | 2000 SY364  | ۲۱ سپتامبر ۲۰۰۰ |
| ۶۲۶۵۶ | 2000 SJ365  | ۲۱ سپتامبر ۲۰۰۰ |
| ۶۲۶۵۷ | 2000 SK365  | ۲۱ سپتامبر ۲۰۰۰ |
| ۶۲۶۵۸ | 2000 SN365  | ۲۱ سپتامبر ۲۰۰۰ |
| ۶۲۶۵۹ | 2000 SU365  | ۲۲ سپتامبر ۲۰۰۰ |
| ۶۲۶۶۰ | 2000 SV365  | ۲۲ سپتامبر ۲۰۰۰ |
| ۶۲۶۶۱ | 2000 SK366  | ۲۳ سپتامبر ۲۰۰۰ |
| ۶۲۶۶۲ | 2000 SN366  | ۲۳ سپتامبر ۲۰۰۰ |
| ۶۲۶۶۳ | 2000 SY366  | ۲۳ سپتامبر ۲۰۰۰ |
| ۶۲۶۶۴ | 2000 SP367  | ۲۳ سپتامبر ۲۰۰۰ |
| ۶۲۶۶۵ | 2000 SU370  | ۲۸ سپتامبر ۲۰۰۰ |
| ۶۲۶۶۵ | 2000 TA     | ۱ اکتبر ۲۰۰۰    |
| ۶۲۶۶۵ | 2000 TC     | ۱ اکتبر ۲۰۰۰    |
| ۶۲۶۶۸ | 2000 TR2    | ۱ اکتبر ۲۰۰۰    |
| ۶۲۶۶۹ | 2000 TT2    | ۱ اکتبر ۲۰۰۰    |
| ۶۲۶۷۰ | 2000 TK8    | ۱ اکتبر ۲۰۰۰    |
| ۶۲۶۷۱ | 2000 TE10   | ۱ اکتبر ۲۰۰۰    |
| ۶۲۶۷۲ | 2000 TY10   | ۱ اکتبر ۲۰۰۰    |
| ۶۲۶۷۳ | 2000 TZ10   | ۱ اکتبر ۲۰۰۰    |
| ۶۲۶۷۴ | 2000 TL11   | ۱ اکتبر ۲۰۰۰    |
| ۶۲۶۷۵ | 2000 TL12   | ۱ اکتبر ۲۰۰۰    |
| ۶۲۶۷۶ | 2000 TQ13   | ۱ اکتبر ۲۰۰۰    |
| ۶۲۶۷۷ | 2000 TE14   | ۱ اکتبر ۲۰۰۰    |
| ۶۲۶۷۸ | 2000 TD15   | ۱ اکتبر ۲۰۰۰    |
| ۶۲۶۷۹ | 2000 TK15   | ۱ اکتبر ۲۰۰۰    |
| ۶۲۶۸۰ | 2000 TV15   | ۱ اکتبر ۲۰۰۰    |
| ۶۲۶۸۱ | 2000 TJ17   | ۱ اکتبر ۲۰۰۰    |
| ۶۲۶۸۲ | 2000 TP17   | ۱ اکتبر ۲۰۰۰    |
| ۶۲۶۸۳ | 2000 TG19   | ۱ اکتبر ۲۰۰۰    |
| ۶۲۶۸۴ | 2000 TJ19   | ۱ اکتبر ۲۰۰۰    |
| ۶۲۶۸۵ | 2000 TR19   | ۱ اکتبر ۲۰۰۰    |
| ۶۲۶۸۶ | 2000 TD20   | ۱ اکتبر ۲۰۰۰    |
| ۶۲۶۸۷ | 2000 TB21   | ۱ اکتبر ۲۰۰۰    |
| ۶۲۶۸۸ | 2000 TQ21   | ۱ اکتبر ۲۰۰۰    |
| ۶۲۶۸۹ | 2000 TV22   | ۱ اکتبر ۲۰۰۰    |
| ۶۲۶۹۰ | 2000 TS23   | ۱ اکتبر ۲۰۰۰    |
| ۶۲۶۹۱ | 2000 TA24   | ۲ اکتبر ۲۰۰۰    |
| ۶۲۶۹۲ | 2000 TE24   | ۲ اکتبر ۲۰۰۰    |
| ۶۲۶۹۳ | 2000 TM24   | ۲ اکتبر ۲۰۰۰    |
| ۶۲۶۹۴ | 2000 TV24   | ۲ اکتبر ۲۰۰۰    |
| ۶۲۶۹۵ | 2000 TW24   | ۲ اکتبر ۲۰۰۰    |
| ۶۲۶۹۶ | 2000 TT25   | ۱ اکتبر ۲۰۰۰    |
| ۶۲۶۹۷ | 2000 TV25   | ۱ اکتبر ۲۰۰۰    |
| ۶۲۶۹۸ | 2000 TO28   | ۴ اکتبر ۲۰۰۰    |
| ۶۲۶۹۹ | 2000 TQ28   | ۵ اکتبر ۲۰۰۰    |
| ۶۲۷۰۰ | 2000 TA30   | ۱ اکتبر ۲۰۰۰    |
| ۶۲۷۰۱ | 2000 TS32   | ۷ اکتبر ۲۰۰۰    |
| ۶۲۷۰۲ | 2000 TU32   | ۱ اکتبر ۲۰۰۰    |
| ۶۲۷۰۳ | 2000 TG34   | ۲ اکتبر ۲۰۰۰    |
| ۶۲۷۰۴ | 2000 TT35   | ۶ اکتبر ۲۰۰۰    |
| ۶۲۷۰۵ | 2000 TY36   | ۱ اکتبر ۲۰۰۰    |
| ۶۲۷۰۶ | 2000 TD38   | ۱ اکتبر ۲۰۰۰    |
| ۶۲۷۰۷ | 2000 TF38   | ۱ اکتبر ۲۰۰۰    |
| ۶۲۷۰۸ | 2000 TX38   | ۱ اکتبر ۲۰۰۰    |
| ۶۲۷۰۹ | 2000 TR39   | ۱ اکتبر ۲۰۰۰    |
| ۶۲۷۱۰ | 2000 TF40   | ۱ اکتبر ۲۰۰۰    |
| ۶۲۷۱۱ | 2000 TK42   | ۱ اکتبر ۲۰۰۰    |
| ۶۲۷۱۲ | 2000 TO42   | ۱ اکتبر ۲۰۰۰    |
| ۶۲۷۱۳ | 2000 TS42   | ۱ اکتبر ۲۰۰۰    |
| ۶۲۷۱۴ | 2000 TB43   | ۱ اکتبر ۲۰۰۰    |
| ۶۲۷۱۵ | 2000 TR43   | ۱ اکتبر ۲۰۰۰    |
| ۶۲۷۱۶ | 2000 TS44   | ۱ اکتبر ۲۰۰۰    |
| ۶۲۷۱۷ | 2000 TW44   | ۱ اکتبر ۲۰۰۰    |
| ۶۲۷۱۸ | 2000 TR45   | ۱ اکتبر ۲۰۰۰    |
| ۶۲۷۱۹ | 2000 TB47   | ۱ اکتبر ۲۰۰۰    |
| ۶۲۷۲۰ | 2000 TH48   | ۱ اکتبر ۲۰۰۰    |
| ۶۲۷۲۱ | 2000 TM50   | ۱ اکتبر ۲۰۰۰    |
| ۶۲۷۲۲ | 2000 TQ50   | ۱ اکتبر ۲۰۰۰    |
| ۶۲۷۲۳ | 2000 TG51   | ۱ اکتبر ۲۰۰۰    |
| ۶۲۷۲۴ | 2000 TL51   | ۱ اکتبر ۲۰۰۰    |
| ۶۲۷۲۵ | 2000 TW51   | ۱ اکتبر ۲۰۰۰    |
| ۶۲۷۲۶ | 2000 TN55   | ۱ اکتبر ۲۰۰۰    |
| ۶۲۷۲۷ | 2000 TQ55   | ۱ اکتبر ۲۰۰۰    |
| ۶۲۷۲۸ | 2000 TV56   | ۲ اکتبر ۲۰۰۰    |
| ۶۲۷۲۹ | 2000 TY58   | ۲ اکتبر ۲۰۰۰    |
| ۶۲۷۳۰ | 2000 TE59   | ۲ اکتبر ۲۰۰۰    |
| ۶۲۷۳۱ | 2000 TO59   | ۲ اکتبر ۲۰۰۰    |
| ۶۲۷۳۲ | 2000 TQ59   | ۲ اکتبر ۲۰۰۰    |
| ۶۲۷۳۳ | 2000 TX59   | ۲ اکتبر ۲۰۰۰    |
| ۶۲۷۳۴ | 2000 TX60   | ۲ اکتبر ۲۰۰۰    |
| ۶۲۷۳۵ | 2000 TY60   | ۲ اکتبر ۲۰۰۰    |
| ۶۲۷۳۶ | 2000 TZ60   | ۲ اکتبر ۲۰۰۰    |
| ۶۲۷۳۷ | 2000 TR61   | ۲ اکتبر ۲۰۰۰    |
| ۶۲۷۳۸ | 2000 TW61   | ۲ اکتبر ۲۰۰۰    |
| ۶۲۷۳۹ | 2000 TW62   | ۲ اکتبر ۲۰۰۰    |
| ۶۲۷۴۰ | 2000 TU64   | ۱ اکتبر ۲۰۰۰    |
| ۶۲۷۴۱ | 2000 TR66   | ۱ اکتبر ۲۰۰۰    |
| ۶۲۷۴۲ | 2000 TD68   | ۶ اکتبر ۲۰۰۰    |
| ۶۲۷۴۳ | 2000 UA1    | ۲۱ اکتبر ۲۰۰۰   |
| ۶۲۷۴۴ | 2000 UX1    | ۲۰ اکتبر ۲۰۰۰   |
| ۶۲۷۴۵ | 2000 UY1    | ۲۱ اکتبر ۲۰۰۰   |
| ۶۲۷۴۶ | 2000 UE2    | ۲۲ اکتبر ۲۰۰۰   |
| ۶۲۷۴۷ | 2000 UB3    | ۲۴ اکتبر ۲۰۰۰   |
| ۶۲۷۴۸ | 2000 UV3    | ۲۴ اکتبر ۲۰۰۰   |
| ۶۲۷۴۹ | 2000 UM4    | ۲۴ اکتبر ۲۰۰۰   |
| ۶۲۷۵۰ | 2000 UO4    | ۲۴ اکتبر ۲۰۰۰   |
| ۶۲۷۵۱ | 2000 UD5    | ۲۴ اکتبر ۲۰۰۰   |
| ۶۲۷۵۲ | 2000 UB6    | ۲۴ اکتبر ۲۰۰۰   |
| ۶۲۷۵۳ | 2000 UM7    | ۲۴ اکتبر ۲۰۰۰   |
| ۶۲۷۵۴ | 2000 US7    | ۲۴ اکتبر ۲۰۰۰   |
| ۶۲۷۵۵ | 2000 UF8    | ۲۴ اکتبر ۲۰۰۰   |
| ۶۲۷۵۶ | 2000 UN8    | ۲۴ اکتبر ۲۰۰۰   |
| ۶۲۷۵۷ | 2000 UU8    | ۲۴ اکتبر ۲۰۰۰   |
| ۶۲۷۵۸ | 2000 UH9    | ۲۴ اکتبر ۲۰۰۰   |
| ۶۲۷۵۹ | 2000 UK9    | ۲۴ اکتبر ۲۰۰۰   |
| ۶۲۷۶۰ | 2000 UR9    | ۲۴ اکتبر ۲۰۰۰   |
| ۶۲۷۶۱ | 2000 UA12   | ۱۸ اکتبر ۲۰۰۰   |
| ۶۲۷۶۲ | 2000 UB12   | ۱۸ اکتبر ۲۰۰۰   |
| ۶۲۷۶۳ | 2000 UG12   | ۲۴ اکتبر ۲۰۰۰   |
| ۶۲۷۶۴ | 2000 UL13   | ۲۳ اکتبر ۲۰۰۰   |
| ۶۲۷۶۵ | 2000 UH14   | ۲۴ اکتبر ۲۰۰۰   |
| ۶۲۷۶۶ | 2000 UB15   | ۲۵ اکتبر ۲۰۰۰   |
| ۶۲۷۶۷ | 2000 UQ17   | ۲۴ اکتبر ۲۰۰۰   |
| ۶۲۷۶۸ | 2000 UT17   | ۲۴ اکتبر ۲۰۰۰   |
| ۶۲۷۶۹ | 2000 UB18   | ۲۴ اکتبر ۲۰۰۰   |
| ۶۲۷۷۰ | 2000 UK18   | ۲۴ اکتبر ۲۰۰۰   |
| ۶۲۷۷۱ | 2000 UN18   | ۲۵ اکتبر ۲۰۰۰   |
| ۶۲۷۷۲ | 2000 UY19   | ۲۴ اکتبر ۲۰۰۰   |
| ۶۲۷۷۳ | 2000 UB20   | ۲۴ اکتبر ۲۰۰۰   |
| ۶۲۷۷۴ | 2000 UE20   | ۲۴ اکتبر ۲۰۰۰   |
| ۶۲۷۷۵ | 2000 UG20   | ۲۴ اکتبر ۲۰۰۰   |
| ۶۲۷۷۶ | 2000 UR20   | ۲۴ اکتبر ۲۰۰۰   |
| ۶۲۷۷۷ | 2000 UE21   | ۲۴ اکتبر ۲۰۰۰   |
| ۶۲۷۷۸ | 2000 UU21   | ۲۴ اکتبر ۲۰۰۰   |
| ۶۲۷۷۹ | 2000 UC22   | ۲۴ اکتبر ۲۰۰۰   |
| ۶۲۷۸۰ | 2000 UF22   | ۲۴ اکتبر ۲۰۰۰   |
| ۶۲۷۸۱ | 2000 UE23   | ۲۴ اکتبر ۲۰۰۰   |
| ۶۲۷۸۲ | 2000 UF23   | ۲۴ اکتبر ۲۰۰۰   |
| ۶۲۷۸۳ | 2000 UO23   | ۲۴ اکتبر ۲۰۰۰   |
| ۶۲۷۸۴ | 2000 UW23   | ۲۴ اکتبر ۲۰۰۰   |
| ۶۲۷۸۵ | 2000 UC24   | ۲۴ اکتبر ۲۰۰۰   |
| ۶۲۷۸۶ | 2000 UQ24   | ۲۴ اکتبر ۲۰۰۰   |
| ۶۲۷۸۷ | 2000 UH25   | ۲۴ اکتبر ۲۰۰۰   |
| ۶۲۷۸۸ | 2000 UW25   | ۲۴ اکتبر ۲۰۰۰   |
| ۶۲۷۸۹ | 2000 UZ25   | ۲۴ اکتبر ۲۰۰۰   |
| ۶۲۷۹۰ | 2000 UL26   | ۲۴ اکتبر ۲۰۰۰   |
| ۶۲۷۹۱ | 2000 UT26   | ۲۴ اکتبر ۲۰۰۰   |
| ۶۲۷۹۲ | 2000 UV28   | ۳۰ اکتبر ۲۰۰۰   |
| ۶۲۷۹۳ | 2000 UZ28   | ۲۹ اکتبر ۲۰۰۰   |
| ۶۲۷۹۴ | 2000 UV30   | ۳۰ اکتبر ۲۰۰۰   |
| ۶۲۷۹۵ | 2000 UY34   | ۲۴ اکتبر ۲۰۰۰   |
| ۶۲۷۹۶ | 2000 UO35   | ۲۴ اکتبر ۲۰۰۰   |
| ۶۲۷۹۷ | 2000 UH36   | ۲۴ اکتبر ۲۰۰۰   |
| ۶۲۷۹۸ | 2000 UO36   | ۲۴ اکتبر ۲۰۰۰   |
| ۶۲۷۹۹ | 2000 UQ36   | ۲۴ اکتبر ۲۰۰۰   |
| ۶۲۸۰۰ | 2000 UT36   | ۲۴ اکتبر ۲۰۰۰   |
| ۶۲۸۰۱ | 2000 UV36   | ۲۴ اکتبر ۲۰۰۰   |
| ۶۲۸۰۲ | 2000 UG37   | ۲۴ اکتبر ۲۰۰۰   |
| ۶۲۸۰۳ | 2000 UU37   | ۲۴ اکتبر ۲۰۰۰   |
| ۶۲۸۰۴ | 2000 UF38   | ۲۴ اکتبر ۲۰۰۰   |
| ۶۲۸۰۵ | 2000 UP39   | ۲۴ اکتبر ۲۰۰۰   |
| ۶۲۸۰۶ | 2000 UW39   | ۲۴ اکتبر ۲۰۰۰   |
| ۶۲۸۰۷ | 2000 UL40   | ۲۴ اکتبر ۲۰۰۰   |
| ۶۲۸۰۸ | 2000 UQ40   | ۲۴ اکتبر ۲۰۰۰   |
| ۶۲۸۰۹ | 2000 UE42   | ۲۴ اکتبر ۲۰۰۰   |
| ۶۲۸۱۰ | 2000 UH42   | ۲۴ اکتبر ۲۰۰۰   |
| ۶۲۸۱۱ | 2000 UX42   | ۲۴ اکتبر ۲۰۰۰   |
| ۶۲۸۱۲ | 2000 UC43   | ۲۴ اکتبر ۲۰۰۰   |
| ۶۲۸۱۳ | 2000 UH43   | ۲۴ اکتبر ۲۰۰۰   |
| ۶۲۸۱۴ | 2000 UK43   | ۲۴ اکتبر ۲۰۰۰   |
| ۶۲۸۱۵ | 2000 UW43   | ۲۴ اکتبر ۲۰۰۰   |
| ۶۲۸۱۶ | 2000 UC44   | ۲۴ اکتبر ۲۰۰۰   |
| ۶۲۸۱۷ | 2000 UH45   | ۲۴ اکتبر ۲۰۰۰   |
| ۶۲۸۱۸ | 2000 US45   | ۲۴ اکتبر ۲۰۰۰   |
| ۶۲۸۱۹ | 2000 UV45   | ۲۴ اکتبر ۲۰۰۰   |
| ۶۲۸۲۰ | 2000 UF46   | ۲۴ اکتبر ۲۰۰۰   |
| ۶۲۸۲۱ | 2000 UE47   | ۲۴ اکتبر ۲۰۰۰   |
| ۶۲۸۲۲ | 2000 UV48   | ۲۴ اکتبر ۲۰۰۰   |
| ۶۲۸۲۳ | 2000 UE49   | ۲۴ اکتبر ۲۰۰۰   |
| ۶۲۸۲۴ | 2000 UG49   | ۲۴ اکتبر ۲۰۰۰   |
| ۶۲۸۲۵ | 2000 UT49   | ۲۴ اکتبر ۲۰۰۰   |
| ۶۲۸۲۶ | 2000 UU50   | ۲۴ اکتبر ۲۰۰۰   |
| ۶۲۸۲۷ | 2000 UX50   | ۲۴ اکتبر ۲۰۰۰   |
| ۶۲۸۲۸ | 2000 UN53   | ۲۴ اکتبر ۲۰۰۰   |
| ۶۲۸۲۹ | 2000 UP53   | ۲۴ اکتبر ۲۰۰۰   |
| ۶۲۸۳۰ | 2000 UZ53   | ۲۴ اکتبر ۲۰۰۰   |
| ۶۲۸۳۱ | 2000 UM54   | ۲۴ اکتبر ۲۰۰۰   |
| ۶۲۸۳۲ | 2000 UN54   | ۲۴ اکتبر ۲۰۰۰   |
| ۶۲۸۳۳ | 2000 UB56   | ۲۴ اکتبر ۲۰۰۰   |
| ۶۲۸۳۴ | 2000 UC56   | ۲۴ اکتبر ۲۰۰۰   |
| ۶۲۸۳۵ | 2000 UC58   | ۲۵ اکتبر ۲۰۰۰   |
| ۶۲۸۳۶ | 2000 UC59   | ۲۵ اکتبر ۲۰۰۰   |
| ۶۲۸۳۷ | 2000 UJ59   | ۲۵ اکتبر ۲۰۰۰   |
| ۶۲۸۳۸ | 2000 UB60   | ۲۵ اکتبر ۲۰۰۰   |
| ۶۲۸۳۹ | 2000 UX60   | ۲۵ اکتبر ۲۰۰۰   |
| ۶۲۸۴۰ | 2000 UB61   | ۲۵ اکتبر ۲۰۰۰   |
| ۶۲۸۴۱ | 2000 UN61   | ۲۵ اکتبر ۲۰۰۰   |
| ۶۲۸۴۲ | 2000 UF63   | ۲۵ اکتبر ۲۰۰۰   |
| ۶۲۸۴۳ | 2000 UC64   | ۲۵ اکتبر ۲۰۰۰   |
| ۶۲۸۴۴ | 2000 UK64   | ۲۵ اکتبر ۲۰۰۰   |
| ۶۲۸۴۵ | 2000 UB67   | ۲۵ اکتبر ۲۰۰۰   |
| ۶۲۸۴۶ | 2000 UX67   | ۲۵ اکتبر ۲۰۰۰   |
| ۶۲۸۴۷ | 2000 UL68   | ۲۵ اکتبر ۲۰۰۰   |
| ۶۲۸۴۸ | 2000 US71   | ۲۵ اکتبر ۲۰۰۰   |
| ۶۲۸۴۹ | 2000 UA72   | ۲۵ اکتبر ۲۰۰۰   |
| ۶۲۸۵۰ | 2000 UC72   | ۲۵ اکتبر ۲۰۰۰   |
| ۶۲۸۵۱ | 2000 UM72   | ۲۵ اکتبر ۲۰۰۰   |
| ۶۲۸۵۲ | 2000 UM76   | ۳۰ اکتبر ۲۰۰۰   |
| ۶۲۸۵۳ | 2000 UO76   | ۲۷ اکتبر ۲۰۰۰   |
| ۶۲۸۵۴ | 2000 UW76   | ۲۴ اکتبر ۲۰۰۰   |
| ۶۲۸۵۵ | 2000 UE77   | ۲۴ اکتبر ۲۰۰۰   |
| ۶۲۸۵۶ | 2000 UL77   | ۲۴ اکتبر ۲۰۰۰   |
| ۶۲۸۵۷ | 2000 UM77   | ۲۴ اکتبر ۲۰۰۰   |
| ۶۲۸۵۸ | 2000 UT78   | ۲۴ اکتبر ۲۰۰۰   |
| ۶۲۸۵۹ | 2000 UW78   | ۲۴ اکتبر ۲۰۰۰   |
| ۶۲۸۶۰ | 2000 UJ80   | ۲۴ اکتبر ۲۰۰۰   |
| ۶۲۸۶۱ | 2000 UO80   | ۲۴ اکتبر ۲۰۰۰   |
| ۶۲۸۶۲ | 2000 UE81   | ۲۴ اکتبر ۲۰۰۰   |
| ۶۲۸۶۳ | 2000 UG81   | ۲۴ اکتبر ۲۰۰۰   |
| ۶۲۸۶۴ | 2000 UG82   | ۲۵ اکتبر ۲۰۰۰   |
| ۶۲۸۶۵ | 2000 UL82   | ۲۷ اکتبر ۲۰۰۰   |
| ۶۲۸۶۶ | 2000 UX82   | ۳۰ اکتبر ۲۰۰۰   |
| ۶۲۸۶۷ | 2000 UG83   | ۳۰ اکتبر ۲۰۰۰   |
| ۶۲۸۶۸ | 2000 UV83   | ۳۱ اکتبر ۲۰۰۰   |
| ۶۲۸۶۹ | 2000 UO84   | ۳۱ اکتبر ۲۰۰۰   |
| ۶۲۸۷۰ | 2000 UD86   | ۳۱ اکتبر ۲۰۰۰   |
| ۶۲۸۷۱ | 2000 UA87   | ۳۱ اکتبر ۲۰۰۰   |
| ۶۲۸۷۲ | 2000 UC87   | ۳۱ اکتبر ۲۰۰۰   |
| ۶۲۸۷۳ | 2000 UK87   | ۳۱ اکتبر ۲۰۰۰   |
| ۶۲۸۷۴ | 2000 UV88   | ۳۱ اکتبر ۲۰۰۰   |
| ۶۲۸۷۵ | 2000 UB89   | ۳۱ اکتبر ۲۰۰۰   |
| ۶۲۸۷۶ | 2000 UH90   | ۲۴ اکتبر ۲۰۰۰   |
| ۶۲۸۷۷ | 2000 UQ90   | ۲۴ اکتبر ۲۰۰۰   |
| ۶۲۸۷۸ | 2000 UY90   | ۲۵ اکتبر ۲۰۰۰   |
| ۶۲۸۷۹ | 2000 UN91   | ۲۵ اکتبر ۲۰۰۰   |
| ۶۲۸۸۰ | 2000 US91   | ۲۵ اکتبر ۲۰۰۰   |
| ۶۲۸۸۱ | 2000 UA92   | ۲۵ اکتبر ۲۰۰۰   |
| ۶۲۸۸۲ | 2000 UC93   | ۲۵ اکتبر ۲۰۰۰   |
| ۶۲۸۸۳ | 2000 UQ93   | ۲۵ اکتبر ۲۰۰۰   |
| ۶۲۸۸۴ | 2000 UY93   | ۲۵ اکتبر ۲۰۰۰   |
| ۶۲۸۸۵ | 2000 UK94   | ۲۵ اکتبر ۲۰۰۰   |
| ۶۲۸۸۶ | 2000 UV95   | ۲۵ اکتبر ۲۰۰۰   |
| ۶۲۸۸۷ | 2000 UX95   | ۲۵ اکتبر ۲۰۰۰   |
| ۶۲۸۸۸ | 2000 UX96   | ۲۵ اکتبر ۲۰۰۰   |
| ۶۲۸۸۹ | 2000 UZ96   | ۲۵ اکتبر ۲۰۰۰   |
| ۶۲۸۹۰ | 2000 UZ99   | ۲۵ اکتبر ۲۰۰۰   |
| ۶۲۸۹۱ | 2000 UK100  | ۲۵ اکتبر ۲۰۰۰   |
| ۶۲۸۹۲ | 2000 UZ100  | ۲۵ اکتبر ۲۰۰۰   |
| ۶۲۸۹۳ | 2000 UM101  | ۲۵ اکتبر ۲۰۰۰   |
| ۶۲۸۹۴ | 2000 UP101  | ۲۵ اکتبر ۲۰۰۰   |
| ۶۲۸۹۵ | 2000 UR102  | ۲۵ اکتبر ۲۰۰۰   |
| ۶۲۸۹۶ | 2000 UC103  | ۲۵ اکتبر ۲۰۰۰   |
| ۶۲۸۹۷ | 2000 UL103  | ۲۵ اکتبر ۲۰۰۰   |
| ۶۲۸۹۸ | 2000 UA104  | ۲۵ اکتبر ۲۰۰۰   |
| ۶۲۸۹۹ | 2000 UT104  | ۲۵ اکتبر ۲۰۰۰   |
| ۶۲۹۰۰ | 2000 UG105  | ۲۹ اکتبر ۲۰۰۰   |
| ۶۲۹۰۱ | 2000 UL105  | ۲۹ اکتبر ۲۰۰۰   |
| ۶۲۹۰۲ | 2000 UH106  | ۳۰ اکتبر ۲۰۰۰   |
| ۶۲۹۰۳ | 2000 UK106  | ۳۰ اکتبر ۲۰۰۰   |
| ۶۲۹۰۴ | 2000 UZ106  | ۳۰ اکتبر ۲۰۰۰   |
| ۶۲۹۰۵ | 2000 UQ107  | ۳۰ اکتبر ۲۰۰۰   |
| ۶۲۹۰۶ | 2000 UR107  | ۳۰ اکتبر ۲۰۰۰   |
| ۶۲۹۰۷ | 2000 UC108  | ۳۰ اکتبر ۲۰۰۰   |
| ۶۲۹۰۸ | 2000 UH108  | ۳۰ اکتبر ۲۰۰۰   |
| ۶۲۹۰۹ | 2000 UY108  | ۳۱ اکتبر ۲۰۰۰   |
| ۶۲۹۱۰ | 2000 UK109  | ۳۱ اکتبر ۲۰۰۰   |
| ۶۲۹۱۱ | 2000 UR109  | ۳۱ اکتبر ۲۰۰۰   |
| ۶۲۹۱۲ | 2000 UD110  | ۳۱ اکتبر ۲۰۰۰   |
| ۶۲۹۱۳ | 2000 UK110  | ۳۱ اکتبر ۲۰۰۰   |
| ۶۲۹۱۴ | 2000 VX2    | ۱ نوامبر ۲۰۰۰   |
| ۶۲۹۱۵ | 2000 VY2    | ۱ نوامبر ۲۰۰۰   |
| ۶۲۹۱۶ | 2000 VW3    | ۱ نوامبر ۲۰۰۰   |
| ۶۲۹۱۷ | 2000 VR8    | ۱ نوامبر ۲۰۰۰   |
| ۶۲۹۱۸ | 2000 VY9    | ۱ نوامبر ۲۰۰۰   |
| ۶۲۹۱۹ | 2000 VH10   | ۱ نوامبر ۲۰۰۰   |
| ۶۲۹۲۰ | 2000 VB12   | ۱ نوامبر ۲۰۰۰   |
| ۶۲۹۲۱ | 2000 VJ12   | ۱ نوامبر ۲۰۰۰   |
| ۶۲۹۲۲ | 2000 VV12   | ۱ نوامبر ۲۰۰۰   |
| ۶۲۹۲۳ | 2000 VC13   | ۱ نوامبر ۲۰۰۰   |
| ۶۲۹۲۴ | 2000 VU13   | ۱ نوامبر ۲۰۰۰   |
| ۶۲۹۲۵ | 2000 VE14   | ۱ نوامبر ۲۰۰۰   |
| ۶۲۹۲۶ | 2000 VK14   | ۱ نوامبر ۲۰۰۰   |
| ۶۲۹۲۷ | 2000 VT14   | ۱ نوامبر ۲۰۰۰   |
| ۶۲۹۲۸ | 2000 VV14   | ۱ نوامبر ۲۰۰۰   |
| ۶۲۹۲۹ | 2000 VO15   | ۱ نوامبر ۲۰۰۰   |
| ۶۲۹۳۰ | 2000 VP15   | ۱ نوامبر ۲۰۰۰   |
| ۶۲۹۳۱ | 2000 VJ16   | ۱ نوامبر ۲۰۰۰   |
| ۶۲۹۳۲ | 2000 VF18   | ۱ نوامبر ۲۰۰۰   |
| ۶۲۹۳۳ | 2000 VR21   | ۱ نوامبر ۲۰۰۰   |
| ۶۲۹۳۴ | 2000 VS21   | ۱ نوامبر ۲۰۰۰   |
| ۶۲۹۳۵ | 2000 VP22   | ۱ نوامبر ۲۰۰۰   |
| ۶۲۹۳۶ | 2000 VF23   | ۱ نوامبر ۲۰۰۰   |
| ۶۲۹۳۷ | 2000 VG23   | ۱ نوامبر ۲۰۰۰   |
| ۶۲۹۳۸ | 2000 VJ23   | ۱ نوامبر ۲۰۰۰   |
| ۶۲۹۳۹ | 2000 VP23   | ۱ نوامبر ۲۰۰۰   |
| ۶۲۹۴۰ | 2000 VS23   | ۱ نوامبر ۲۰۰۰   |
| ۶۲۹۴۱ | 2000 VB24   | ۱ نوامبر ۲۰۰۰   |
| ۶۲۹۴۲ | 2000 VC25   | ۱ نوامبر ۲۰۰۰   |
| ۶۲۹۴۳ | 2000 VY25   | ۱ نوامبر ۲۰۰۰   |
| ۶۲۹۴۴ | 2000 VF28   | ۱ نوامبر ۲۰۰۰   |
| ۶۲۹۴۵ | 2000 VH28   | ۱ نوامبر ۲۰۰۰   |
| ۶۲۹۴۶ | 2000 VG30   | ۱ نوامبر ۲۰۰۰   |
| ۶۲۹۴۷ | 2000 VV31   | ۱ نوامبر ۲۰۰۰   |
| ۶۲۹۴۸ | 2000 VE32   | ۱ نوامبر ۲۰۰۰   |
| ۶۲۹۴۹ | 2000 VS33   | ۱ نوامبر ۲۰۰۰   |
| ۶۲۹۵۰ | 2000 VD34   | ۱ نوامبر ۲۰۰۰   |
| ۶۲۹۵۱ | 2000 VE34   | ۱ نوامبر ۲۰۰۰   |
| ۶۲۹۵۲ | 2000 VV34   | ۱ نوامبر ۲۰۰۰   |
| ۶۲۹۵۳ | 2000 VR35   | ۱ نوامبر ۲۰۰۰   |
| ۶۲۹۵۴ | 2000 VD36   | ۱ نوامبر ۲۰۰۰   |
| ۶۲۹۵۵ | 2000 VZ36   | ۱ نوامبر ۲۰۰۰   |
| ۶۲۹۵۶ | 2000 VK37   | ۱ نوامبر ۲۰۰۰   |
| ۶۲۹۵۷ | 2000 VR37   | ۱ نوامبر ۲۰۰۰   |
| ۶۲۹۵۸ | 2000 VX37   | ۱ نوامبر ۲۰۰۰   |
| ۶۲۹۵۹ | 2000 VV39   | ۱ نوامبر ۲۰۰۰   |
| ۶۲۹۶۰ | 2000 VP40   | ۱ نوامبر ۲۰۰۰   |
| ۶۲۹۶۱ | 2000 VO42   | ۱ نوامبر ۲۰۰۰   |
| ۶۲۹۶۲ | 2000 VA43   | ۱ نوامبر ۲۰۰۰   |
| ۶۲۹۶۳ | 2000 VW43   | ۱ نوامبر ۲۰۰۰   |
| ۶۲۹۶۴ | 2000 VE44   | ۱ نوامبر ۲۰۰۰   |
| ۶۲۹۶۵ | 2000 VH44   | ۲ نوامبر ۲۰۰۰   |
| ۶۲۹۶۶ | 2000 VB45   | ۱ نوامبر ۲۰۰۰   |
| ۶۲۹۶۷ | 2000 VM45   | ۲ نوامبر ۲۰۰۰   |
| ۶۲۹۶۸ | 2000 VD48   | ۲ نوامبر ۲۰۰۰   |
| ۶۲۹۶۹ | 2000 VN49   | ۲ نوامبر ۲۰۰۰   |
| ۶۲۹۷۰ | 2000 VY49   | ۲ نوامبر ۲۰۰۰   |
| ۶۲۹۷۱ | 2000 VZ49   | ۲ نوامبر ۲۰۰۰   |
| ۶۲۹۷۲ | 2000 VU50   | ۲ نوامبر ۲۰۰۰   |
| ۶۲۹۷۳ | 2000 VP51   | ۳ نوامبر ۲۰۰۰   |
| ۶۲۹۷۴ | 2000 VA52   | ۳ نوامبر ۲۰۰۰   |
| ۶۲۹۷۵ | 2000 VB52   | ۳ نوامبر ۲۰۰۰   |
| ۶۲۹۷۶ | 2000 VO52   | ۳ نوامبر ۲۰۰۰   |
| ۶۲۹۷۷ | 2000 VS52   | ۳ نوامبر ۲۰۰۰   |
| ۶۲۹۷۸ | 2000 VW52   | ۳ نوامبر ۲۰۰۰   |
| ۶۲۹۷۹ | 2000 VZ52   | ۳ نوامبر ۲۰۰۰   |
| ۶۲۹۸۰ | 2000 VT53   | ۳ نوامبر ۲۰۰۰   |
| ۶۲۹۸۱ | 2000 VK56   | ۳ نوامبر ۲۰۰۰   |
| ۶۲۹۸۲ | 2000 VW58   | ۶ نوامبر ۲۰۰۰   |
| ۶۲۹۸۳ | 2000 VB59   | ۲ نوامبر ۲۰۰۰   |
| ۶۲۹۸۴ | 2000 VV59   | ۱ نوامبر ۲۰۰۰   |
| ۶۲۹۸۵ | 2000 VX60   | ۱ نوامبر ۲۰۰۰   |
| ۶۲۹۸۵ | 2000 WM     | ۱۶ نوامبر ۲۰۰۰  |
| ۶۲۹۸۷ | 2000 WP1    | ۱۷ نوامبر ۲۰۰۰  |
| ۶۲۹۸۸ | 2000 WB2    | ۱۸ نوامبر ۲۰۰۰  |
| ۶۲۹۸۹ | 2000 WC2    | ۱۷ نوامبر ۲۰۰۰  |
| ۶۲۹۹۰ | 2000 WM2    | ۱۷ نوامبر ۲۰۰۰  |
| ۶۲۹۹۱ | 2000 WG7    | ۲۰ نوامبر ۲۰۰۰  |
| ۶۲۹۹۲ | 2000 WY9    | ۲۳ نوامبر ۲۰۰۰  |
| ۶۲۹۹۳ | 2000 WL12   | ۲۲ نوامبر ۲۰۰۰  |
| ۶۲۹۹۴ | 2000 WZ14   | ۲۰ نوامبر ۲۰۰۰  |
| ۶۲۹۹۵ | 2000 WD16   | ۲۱ نوامبر ۲۰۰۰  |
| ۶۲۹۹۶ | 2000 WG16   | ۲۱ نوامبر ۲۰۰۰  |
| ۶۲۹۹۷ | 2000 WD17   | ۲۱ نوامبر ۲۰۰۰  |
| ۶۲۹۹۸ | 2000 WK18   | ۲۱ نوامبر ۲۰۰۰  |
| ۶۲۹۹۹ | 2000 WK19   | ۲۵ نوامبر ۲۰۰۰  |
| ۶۳۰۰۰ | 2000 WZ20   | ۲۵ نوامبر ۲۰۰۰  |